# 12区 (パリ)

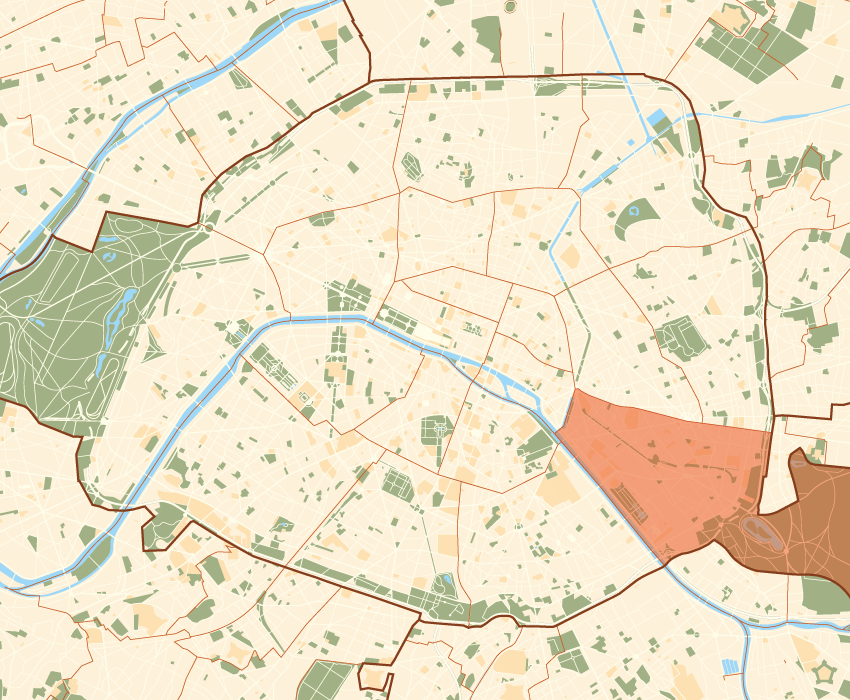
パリ・12区の位置

パリの12区  (12く、仏: 12e arrondissement de Paris) は、フランスの首都・パリ市を構成する20の行政区のひとつである 。第12区、パリ12区ともいう。市の南東部に位置しており、ヴァンセンヌの森を含む。セーヌ川の北岸に面している。

## 概要
パリの12区は、市の南東部にある行政区。「ルイイ区 (Arrondissement de Reuilly)」と呼ばれることもある 。セーヌ川の北岸に面しており、ペリフェリック （パリ環状道路）外のヴァンセンヌの森を含む。20区のうちでは面積が最も大きい。人口は、136,591人 (1999年。人口の推移等詳細については後述）。

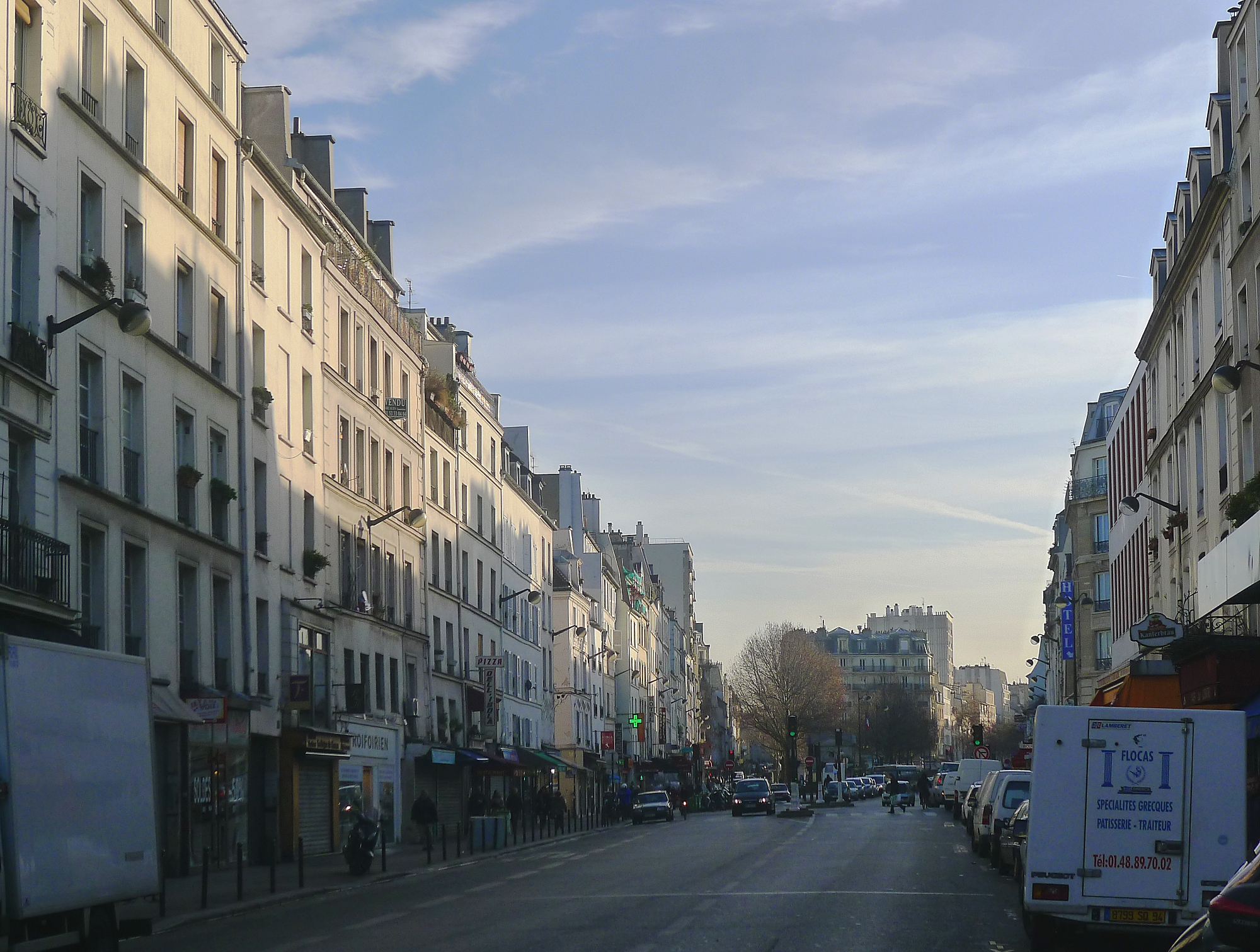
フランス革命のバスティーユ襲撃の発端となったフォーブール＝サンタントワーヌ（Faubourg-Saint-Antoine）界隈。左側が11区、右側が12区。

区の名称は、市の中央部から時計回りに螺旋を描くようにして各区に付けられた番号を基にしており、当区はその12番目にあたることから、「12区」と名づけられた。オペラ・バスティーユ、リヨン駅 （ガール・ド・リヨン）のほか、セーヌ川に沿った地域には経済・財政・産業省、パリ交通公団本社 （RATP）、シネマテーク・フランセーズ、ベルシー・アレナ、ベルシー公園などがある。また、ヴァンセンヌの森には、パリ動物園、パリ花公園、ヴァンセンヌ競馬場、ジャック・アンクティル自転車競技場などがある。

## 地理

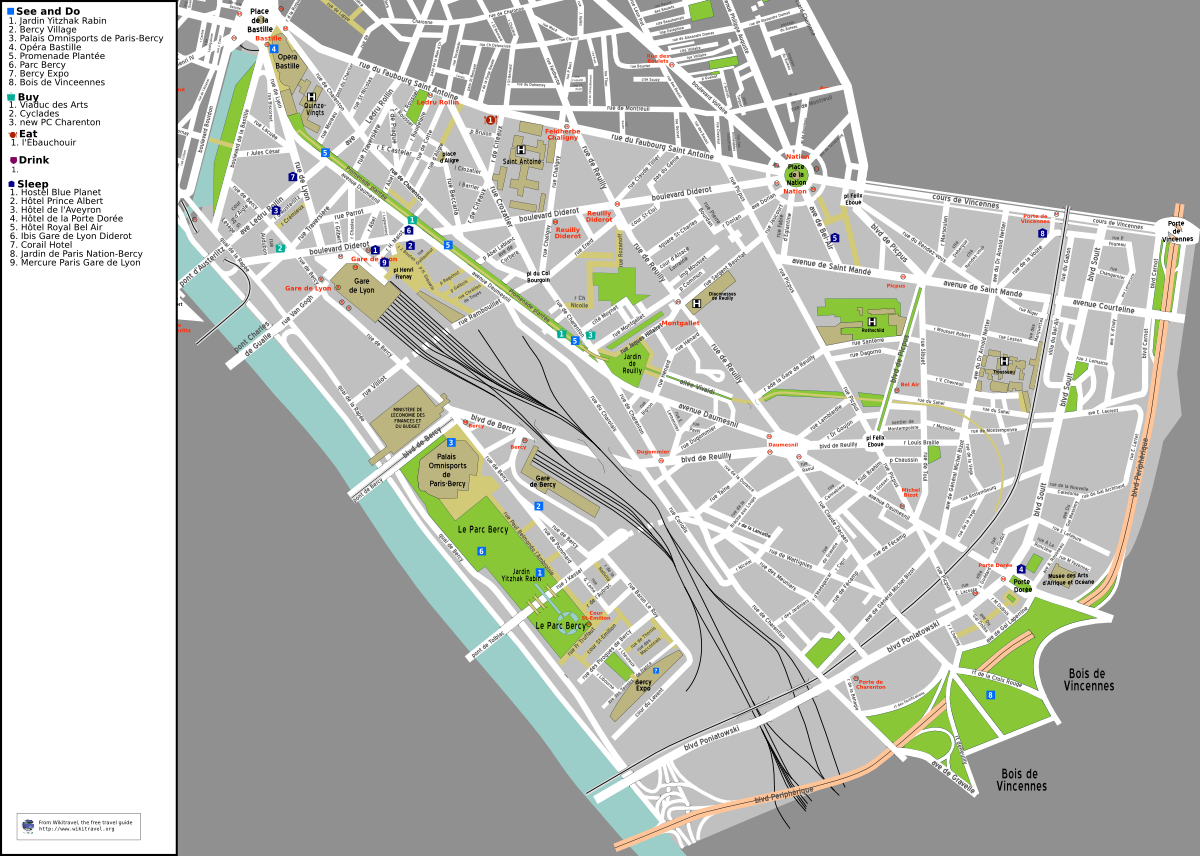
パリ・12区の詳細地図

12区は、パリの南東部に位置している。セーヌ川の北岸に面しており 、ペリフェリック （パリ環状道路）外に突出するヴァンセンヌの森を含む。面積は16.32 平方キロメートルで、20区のうちでは最も大きい。ヴァンセンヌの森を除くと、面積は6.38 平方キロメートルとなる。
北は、同じパリの行政区である11区に接し、北東の一部は20区に接している。南は、セーヌ川を挟んで5区と13区に接している。5区に接しているのはオステルリッツ橋以西のわずかな距離で、以東は全て13区に接している。東は、ヴァンセンヌの森の突出部を除き、ペリフェリックに沿う形でパリ市の境界線が敷かれ、ヴァル＝ド＝マルヌ県のサン＝マンデ、シャラントン＝ル＝ポンの各自治体に接している。西は4区に接し、北西の角はバスティーユ広場となっている。
ヴァンセンヌの森は、ペリフェリックの東に向けて突出部を形成しており、西を除く全方向をヴァル＝ド＝マルヌ県の各自治体に囲まれている。北西はサン＝マンデ、北はヴァンセンヌ、北東はフォントネー＝スー＝ボワ、東はノジャン＝シュル＝マルヌ、南東はジョワンヴィル＝ル＝ポン、南はサン＝モーリス、南西はシャラントン＝ル＝ポンの各自治体に接している。

### 地形
- アルスナル港（Port de l'Arsenal）
  - あるいはアルスナル湾（Bassin de l'Arsenal）。4区・12区の境界上に位置する。下記サン＝マルタン運河に接続し、19区内のラ・ヴィレット貯水池に繋がる。セーヌ河畔からバスティーユ広場までアルスナル港に沿ってバスティーユ大通り (Boulevard de la Bastille）が走る。セーヌ河畔オステルリッツ橋たもとからラ・ラペ河岸通り、ディドロ大通りと進むとリヨン駅前に出る。
- サン・マルタン運河（Canal Saint-Martin）
  - セーヌ川から入り組んだアルスナル港から地下化し、バスティーユ広場地下を通りレピュブリック広場北側界隈10区に入った地点で地上化する。
- グラヴェル湖（Lac de Gravelle）
  - ヴァンセンヌの森の南東部、サン＝モーリスとの市境付近にある湖。
- サン＝マンデ湖（Lac de Saint-Mandé）
  - ヴァンセンヌの森の北西部、サン＝マンデとの市境付近にある湖。
- ドメニル湖（Lac Daumesnil）
  - ヴァンセンヌの森の西部にある湖。ベルシー島(Île de Bercy) とルイイ島(Île de Reuilly) がある。
- ミニム湖（Lac des Minimes）
  - ヴァンセンヌの森の北東部にある湖。ポルト・ジョーヌ島（Île de la Porte Jaune）がある。

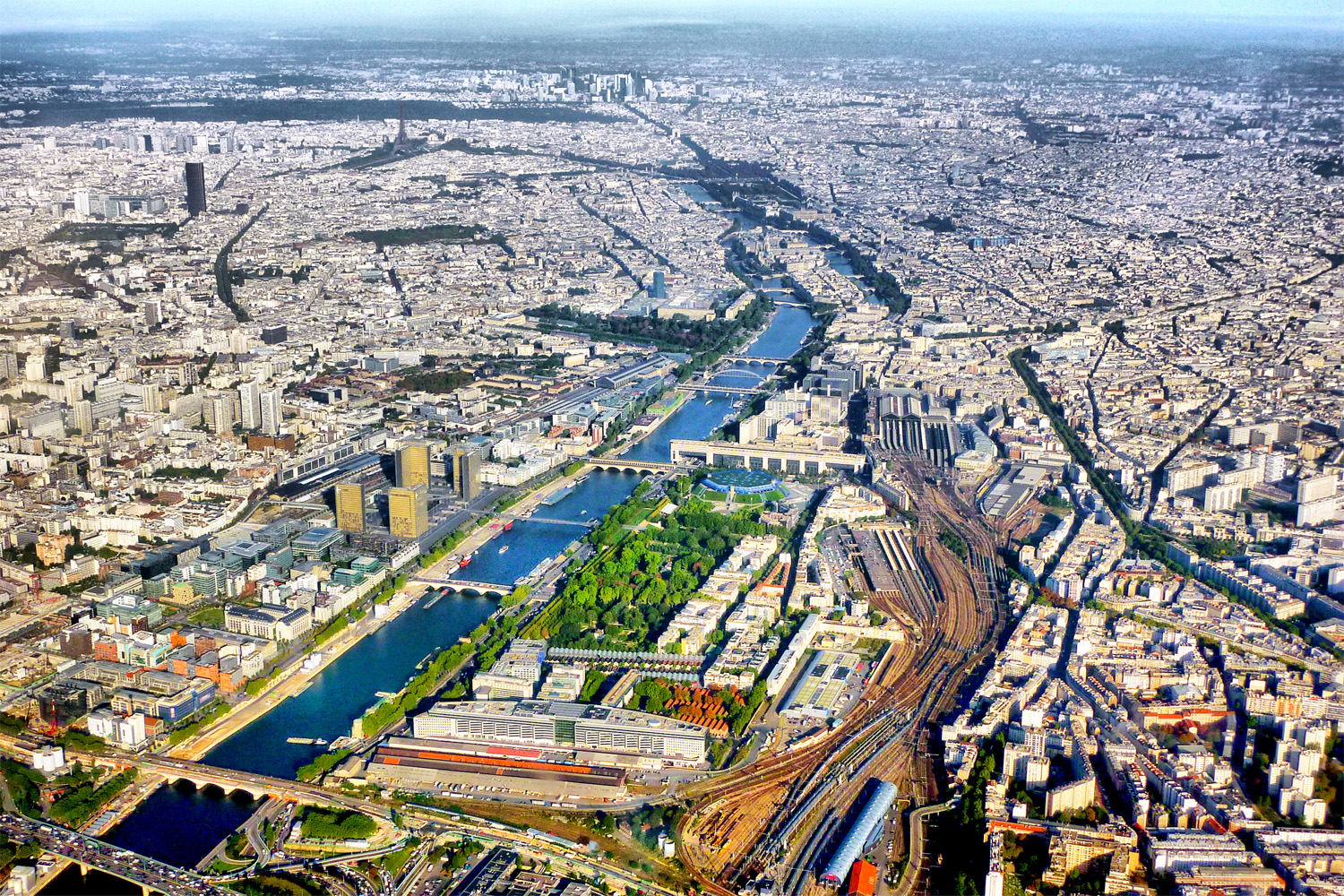
Quartier de Bercy（ベルシー地区）

### 隣接する自治体（行政区）
- パリの行政区のうち、以下の区。
  - 4区、5区、11区、13区、20区。
- ヴァル＝ド＝マルヌ県のうち、以下の自治体。
  - ヴァンセンヌ、サン＝マンデ、サン＝モーリス、シャラントン＝ル＝ポン、ジョワンヴィル＝ル＝ポン、ノジャン＝シュル＝マルヌ、フォントネー＝スー＝ボワ。

### 地区（カルチェ）

12区のカルチエ

パリの行政区は、それぞれ4つの地区（カルチェ）に区分されている。12区を構成する4地区のコードと名称は、次のとおりである。
- 45 - ベル＝エール地区 (Quartier du Bel-Air)
- 46 - ピクピュス地区 (Quartier de Picpus)
- 47 - ベルシー地区 (Quartier de Bercy)
- 48 - キャンズ＝ヴァン地区 (Quartier des Quinze-Vingts)

## 住民

### 人口
12区の人口は、1962年には161,574人となり、ピークに達した。その後は減少を続けたが、1990年の130,257人を底に再び増加に転じ、1999年にはピーク時の15パーセント減の136,591人となった。2005年の推計では138,300人と見積もられており、人口の増加が見込まれている。
また、人口の減少とともに人口密度も減少しており、1999年の人口密度（区の面積からヴァンセンヌの森を除いて算出）は、ピーク時の15パーセント減の21,419人となっている。人口の推移の詳細は、次のとおりである。
| 年     | 区人口  | 市人口    | 区人口／市人口 | 区人口密度 | 市人口密度 | 備考                   |
| ------ | ------- | --------- | -------------- | ---------- | ---------- | ---------------------- |
| 1872年 | 87,678  | 1,851,792 | 4.73%          | 13,749     | 21,303     |                        |
| 1954年 | 158,437 | 2,850,189 | 5.56%          | 24,845     | 32,788     |                        |
| 1962年 | 161,574 | 2,790,091 | 5.79%          | 25,337     | 32,097     | 人口がピークに達する。 |
| 1968年 | 155,982 | 2,590,771 | 6.02%          | 24,460     | 29,804     |                        |
| 1975年 | 140,900 | 2,299,830 | 6.13%          | 22,095     | 26,457     |                        |
| 1982年 | 138,015 | 2,176,243 | 6.34%          | 21,643     | 25,035     |                        |
| 1990年 | 130,257 | 2,152,423 | 6.05%          | 20,426     | 24,761     |                        |
| 1999年 | 136,591 | 2,125,246 | 6.43%          | 21,419     | 24,449     |                        |
| 2005年 | 138,300 | 2,166,200 | 6.38%          | 21,687     | 24,920     | 人口は推計。           |

- 注意
  - 人口密度は、1平方キロメートルあたりの人口。区人口密度は、12区の面積を、森林部（ヴァンセンヌの森）を除いた6.377平方キロメートルとして算出した。また、市人口密度は、森林部（ヴァンセンヌの森、ブローニュの森）を除くパリ市全体の面積（86.927平方キロメートル）をもとに算出した。
  - 1962年から1999年までの区人口及び市人口は、フランス国立統計経済研究所のデータ （Île-de-France ）を参考とした。

## 歴史
1860年にティエールの城壁内のコミューンの全部または一部がパリに併合されたが、現在の12区付近では、ベルシー及びサン＝マンデの各一部が併合された。このとき、これらの領域と旧行政区の8区の概ね半分（残り北半分は現在の11区となった。）を含む形で12区の区域の設定が行われた。
ヴァンセンヌの森は、1860年にナポレオン3世によってパリの土地となったが、公式に12区に併合されたのは「1929年4月18日デクレ」によってである。

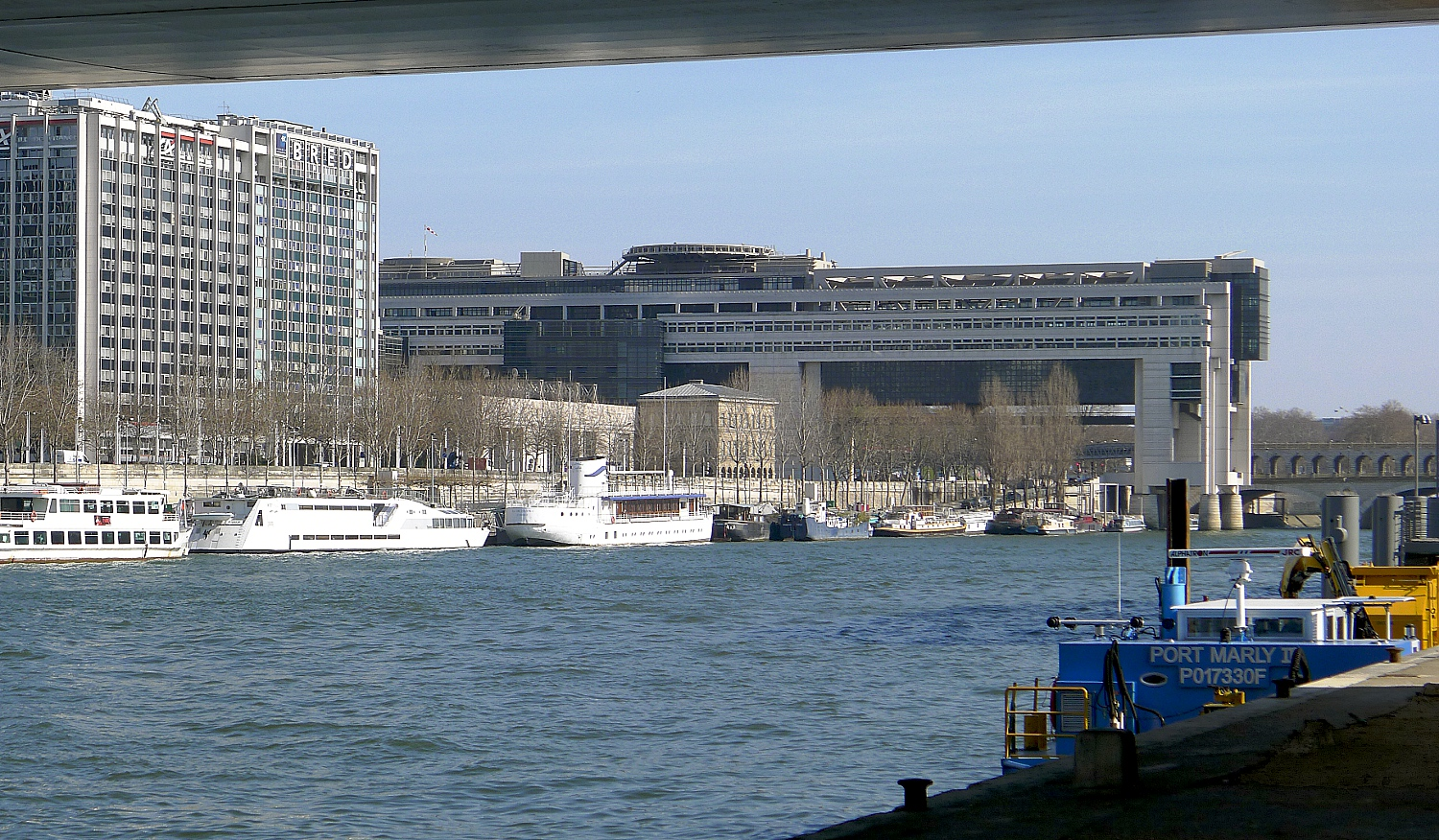
ラ・ラペ河岸 (fr) のフランス財務省 (経済・財政・産業省)

## 政治・行政・司法

### 主な官公庁・公共機関

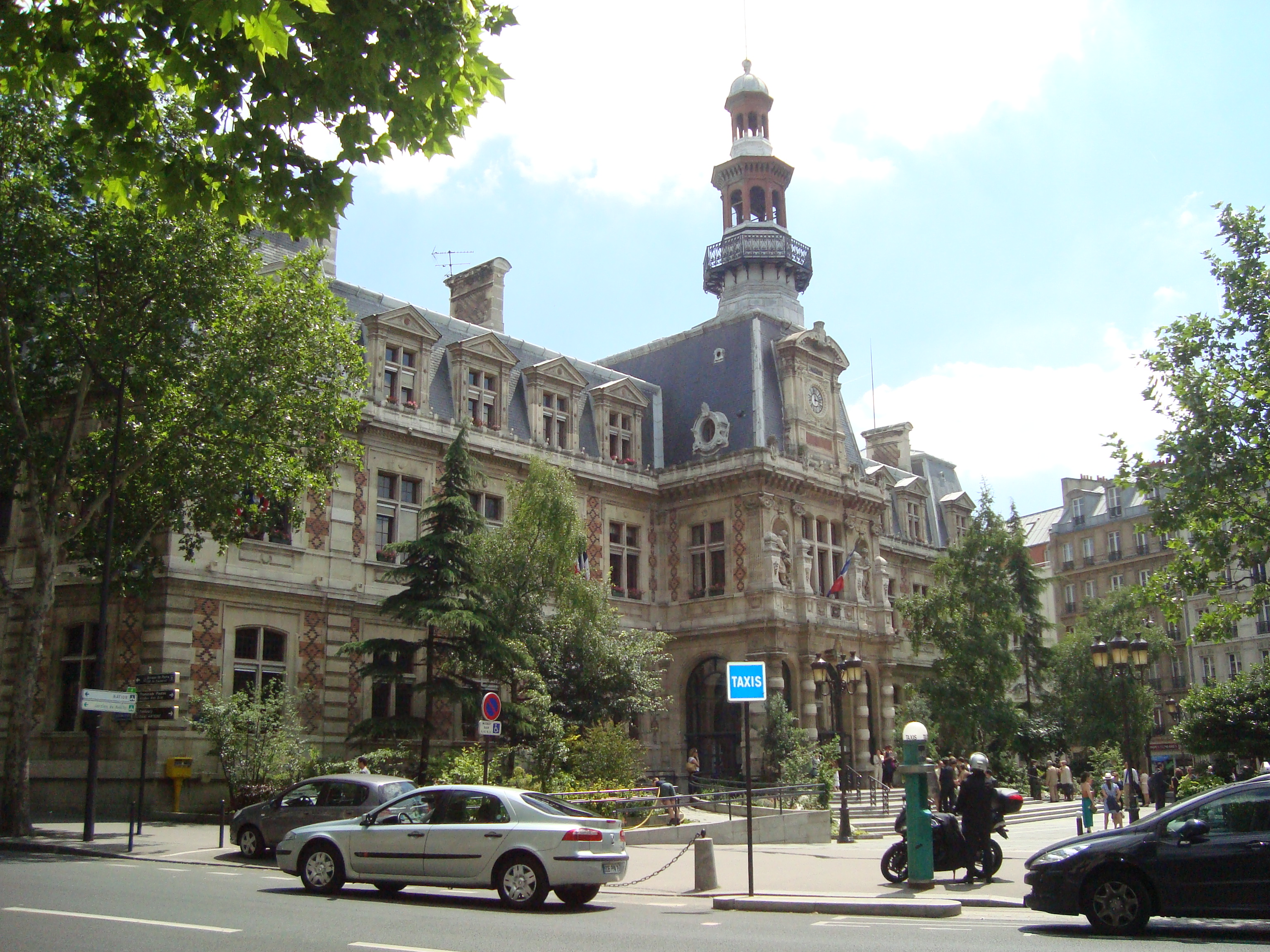
第12区役所

- 経済・財政・産業省（Ministère de l'Économie, des Finances et de l'Industrie）
  - セーヌ川沿いラ・ラペ河岸通りにある。
- 第12区役所（Mairie du 12e arrondissement）
  - 区のほぼ中央、ドメニル大通りからシャラントン通りが分岐する位置付近にある。

## 経済

### 主な企業
- パリ交通公団本社（RATP） (Maison de la RATP) - リヨン駅の西側セーヌ川沿い近く、ラ・ラペ（河岸）通り (Quai de la Rapée) 54番地にある。

### 主な商店街
- ヴィアデュック・デザール (Viaduc des Arts)
  - 「芸術の高架橋 (Viaduc des Arts)」。高架上は下記ルネ＝デュモン緑の遊歩道 (fr) になっている。ドメニル大通りのこの界隈周辺は、家具職人街だったこともあり、フランス国鉄の旧高架線路下を用いた、アルチザンやアーティストらのアトリエ等が軒を連ねる。
- ベルシー・ヴィラージュ (Bercy Village)
  - ベルシー公園に隣接したワイン倉庫街を改装し、老舗ワインチェーン「ニコラ」、「ロクシタン」･･等、カフェやブティック、シネマコンプレックスが並ぶ。

## 健康・福祉

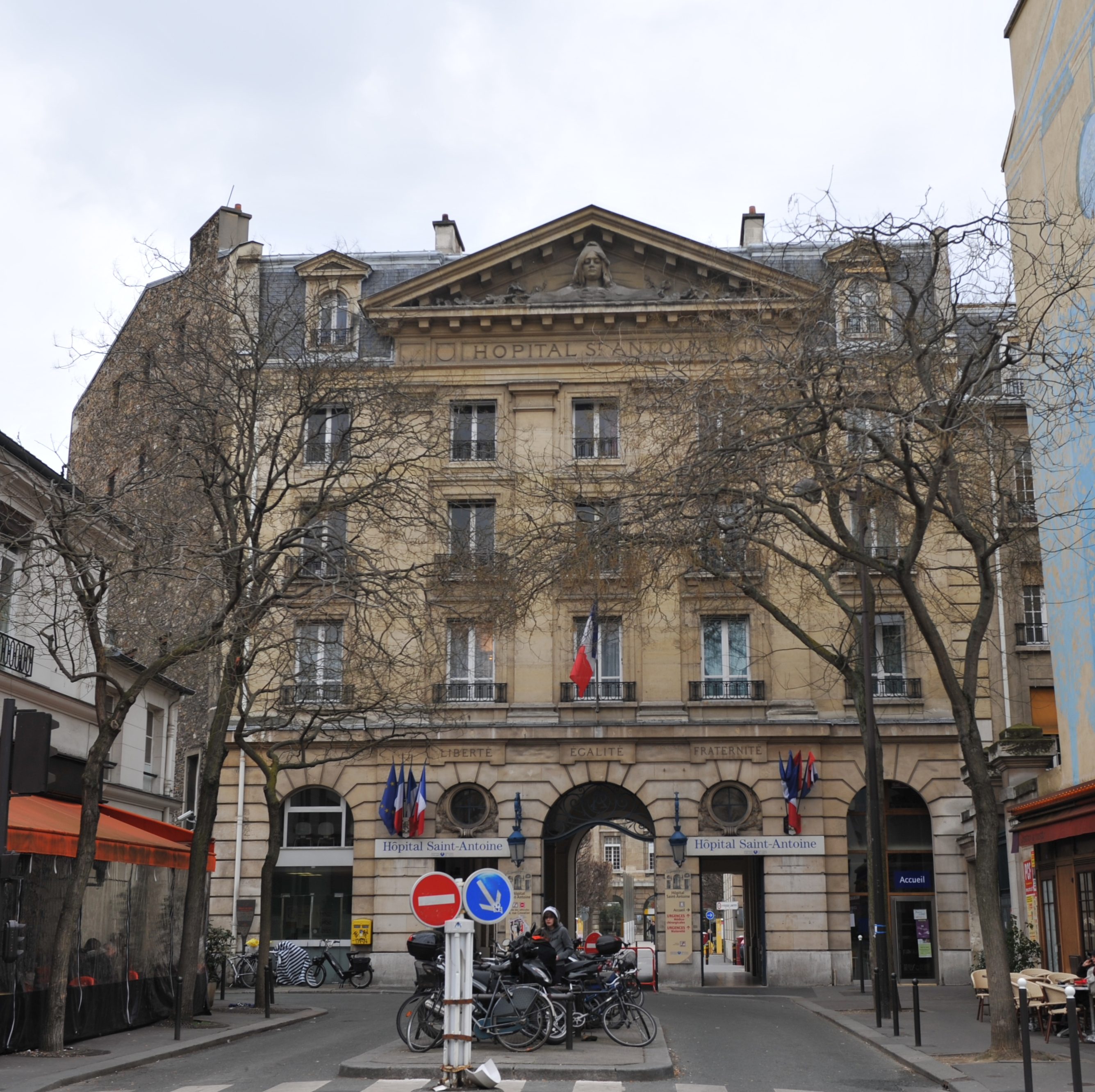
サンタントワーヌ病院出入り口
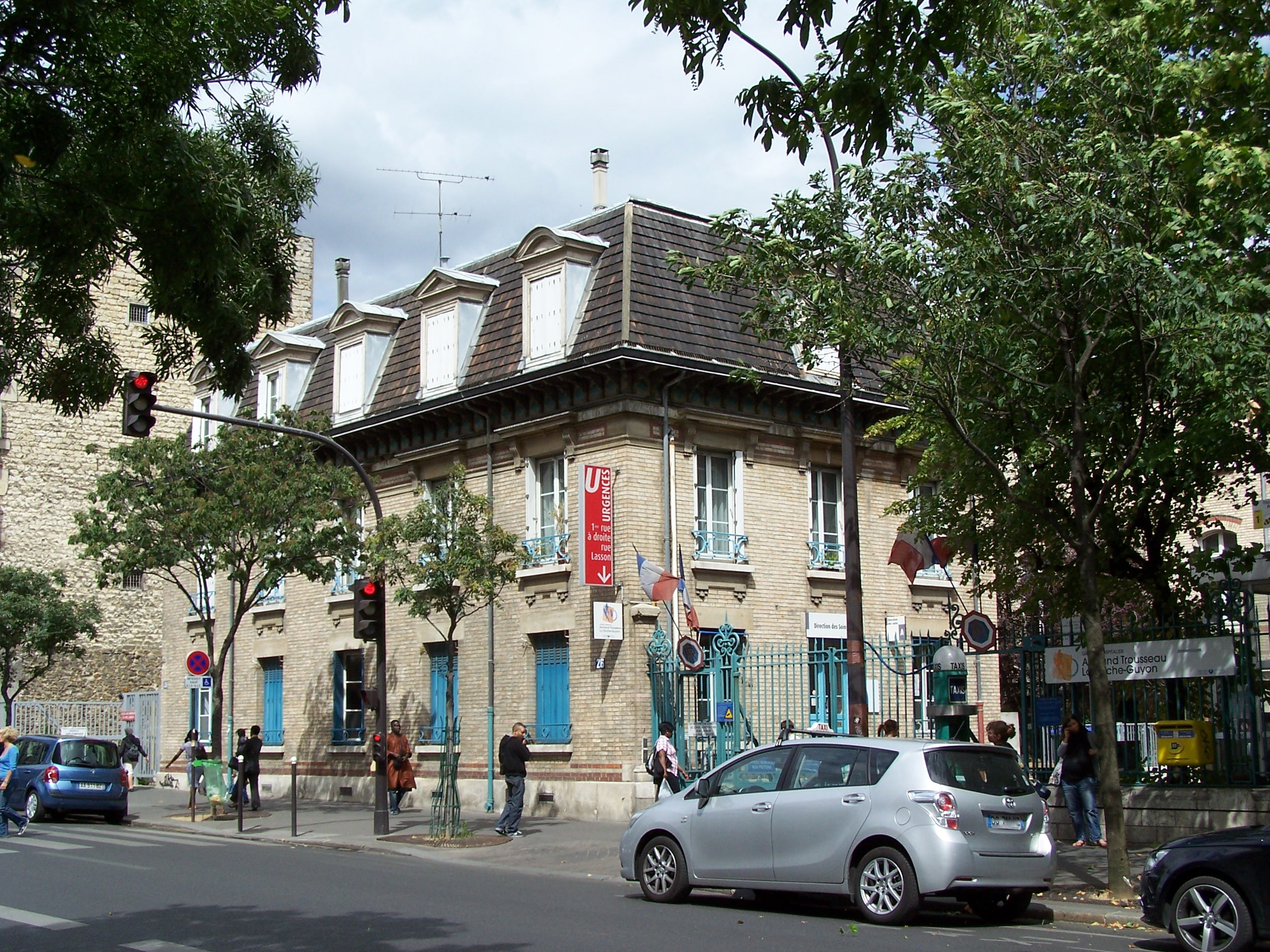
アルマン＝トゥルソー病院出入り口

### 保健・医療
- サンタントワーヌ病院 (Hôpital Saint-Antoine) - フォーブール＝サンタントワーヌ通り(Rue du Faubourg Saint-Antoine) 184番地にある。
- キャンズ＝ヴァン病院 (Hôpital des Quinze-Vingts) - シャラントン通り (Rue de Charenton) 24-34番地にある。
- アルマン＝トゥルソー病院 (Hôpital Armand-Trousseau) - 区内北東部、南北に走るドクトゥ＝アルノル＝ネテー大通り (Avenue du Docteur-Arnold-Netter) 26番地にある。同病院南側にはルネ＝デュモン緑の遊歩道 (fr)  が東西に横切る。同北側はナシオン広場からクール・ド・ヴァンセンヌが東西に走り、同東側はスールト大通りが南北に走る。

## 生活

### 墓地等
- ピクピュス墓地 (Cimetière de Picpus)
- ベルシー墓地 （Cimetière de Bercy）

## 学術・研究

### 研究施設
- 国立スポーツ体育研究所 (INSEP) (Institut National des Sports et de l'Éducation Physique) - ヴァンセンヌの森の東部にある。

## 教育

### 大学等
- エコール・デュ・ブルイユ (École du Breuil) - ヴァンセンヌの森東部にある園芸学校。
- エコール・ブール (École Boulle) 
  - 1886年、家具職人街のルイイ大通り界隈に設立されたのが始まり。現在は家具などの工芸から装飾インテリア、デザインのリセ課程と、大学レベルの高等応用美術学校課程があるパリにあるいくつかの工芸ないし応用美術課程の代表格の一つ。ロチルド財団 (fr) が助成支援する公立校。

### 高等学校
- リセ・ポール＝ヴァレリー (Lycée Paul-Valéry)

## 文化施設

### 美術館・博物館
- 映画博物館 (Musée du Cinema) - シネマテーク・フランセーズ内にある。
- 国立アフリカ・オセアニア美術館 (Musée National des Arts d'Afrique et d'Océanie)
  - 1931年パリ国際植民地博覧会 (fr) の時に建造されたポルト・ドレ宮内にあった美術館。植民地美術館からアフリカ・オセアニア美術館と名称も変遷してきた。2003年に閉館し、収蔵品はケ・ブランリ美術館に引き継がれている。美術館の跡には、2007年、下記国立移民史博物館がオープンした。
- 国立移民史博物館 (Cité Nationale de l'Histoire de l'Immigration) - ポルト・ドレ宮内にある。

### 動物園・水族館
- パリ動物園 (ヴァンセンヌ動物園) (Parc Zoologique de Paris (Zoo de Vincennes)) – ヴァンセンヌの森西部、ドメニル湖の東にある。
- パレ・ド・ラ・ポルト・ドレ熱帯水族館 (Palais de la Porte Dorée Aquarium Tropical) - ポルト・ドレ宮内にある水族館。

### 映画館・劇場
- オペラ・バスティーユ (Opéra Bastille)
  - ガルニエ宮のオペラ座、あるいはパリ・オペラ座の名称に対して、1989年新設の"バスティーユ"の方は、新オペラ座、バスティーユ・オペラ座などと呼ばれている。
- シネマテーク・フランセーズ (Cinémathèque Française) 
  - ベルシー公園の東側に位置している、映画館及び映画関係施設。
- UGCシネ・シテ・ベルシー (UGC Ciné Cité Bercy)
  - ベルシー公園の南側ベルシー・ヴィラージュにある映画館。

## 体育施設

### 陸上競技場・体育館など
- ジャック・アンクティル自転車競技場（シパル、Vélodrome Jacques-Anquetil (Cipale)）
  - ヴァンセンヌの森の西部、ドメニル湖の南にある自転車競技場。ツール・ド・フランスのゴール地点だったこともある。ヴァンセンヌ自転車競技場という名称だが、1987年に現在の公式名がついた。
- ベルシー・アレナ（パレ・オムニスポール・ド・パリ＝ベルシー、Palais omnisports de Paris-Bercy）
  - 1984年2月に開場した、ライブ会場になるコンサートホールからバレーボール・バスケットボール・柔道・卓球などの屋内競技まで開催される大規模な多目的ホールあるいはアリーナ。2024年パリオリンピックでは、バスケットボールと柔道の会場になる予定。ベルシー公園北側にある。

### その他
- ヴァンセンヌ競馬場 (Hippodrome de Vincennes) – ヴァンセンヌの森の南東部にある。

## 宗教施設

### 教会・寺院
- ノートル＝ダム＝ド＝ラ＝ナティヴィテ教会 (Église Notre-Dame-de-la-Nativité)

## 観光・憩い

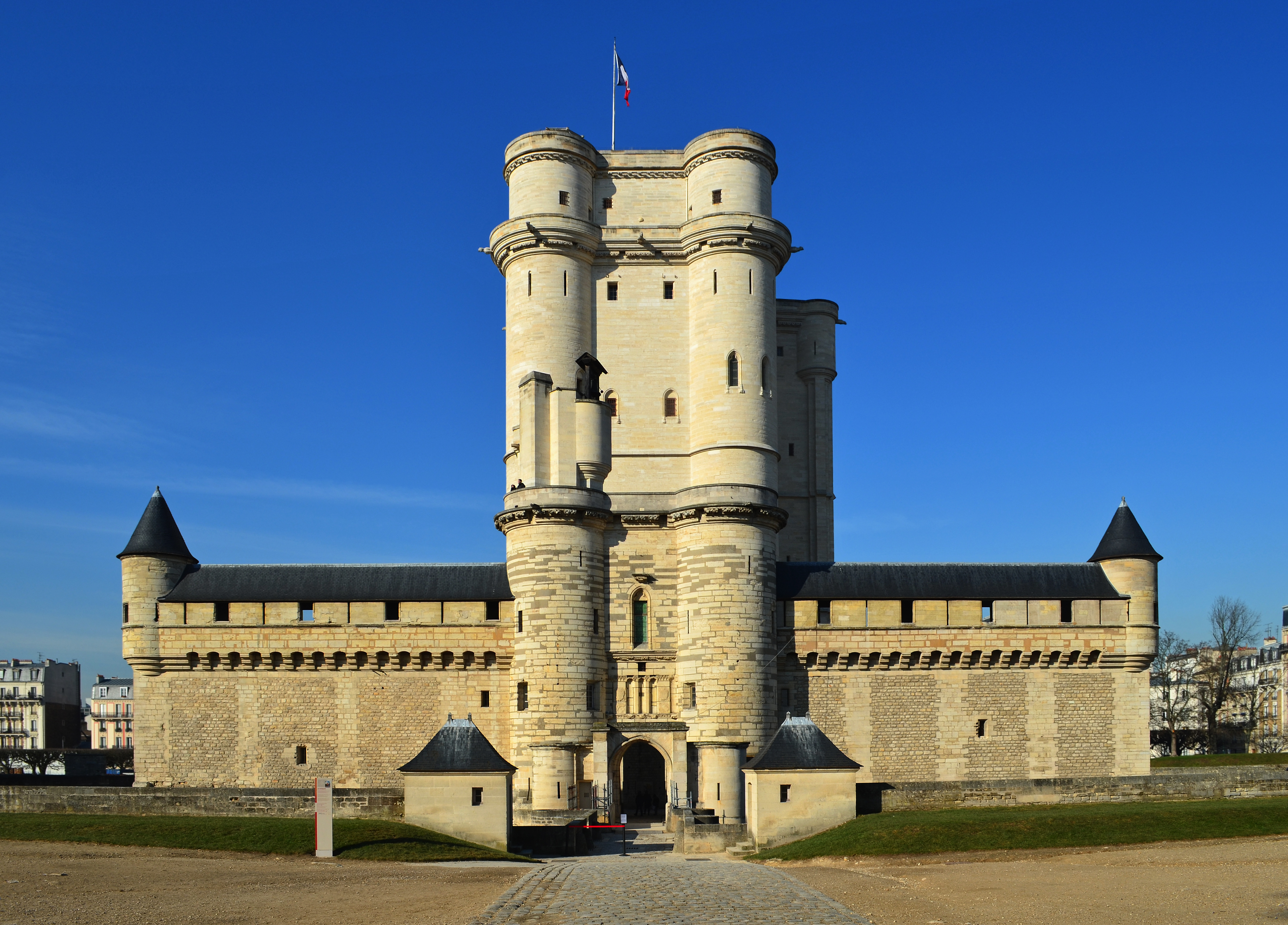
ヴァンセンヌ城。厳密には12区に隣接する「ヴァンセンヌ」に属する。
近隣には、幼君ルイ15世の摂政オルレアン公フィリップ2世らオルレアン家が所有したバニョレ城（Château de Bagnolet、20区内シャロンヌ地区及びバニョレ界隈）跡がある。

### 自然
- ヴァンセンヌの森 (Bois de Vincennes)
  - 13世紀以降、王らが居城としたヴァンセンヌ城が森の北側にある。隣接するヴァンセンヌから1929年、パリ12区に編入された。

### 建築
- ポルト・ドレ宮 (パレ・ド・ラ・ポルト・ドレ、Palais de la Porte-Dorée)
  - 1931年パリ国際植民地博覧会 (fr) の時に建造された。ヴァンセンヌの森に併設している。建物内には、植民地美術館ないし上記国立アフリカ・オセアニア美術館と変遷した国立移民史博物館の他、パレ・ド・ラ・ポルト・ドレ熱帯水族館がある。同時期にパリ西側に建てられたのはシャイヨ宮。

### 公園・緑地等

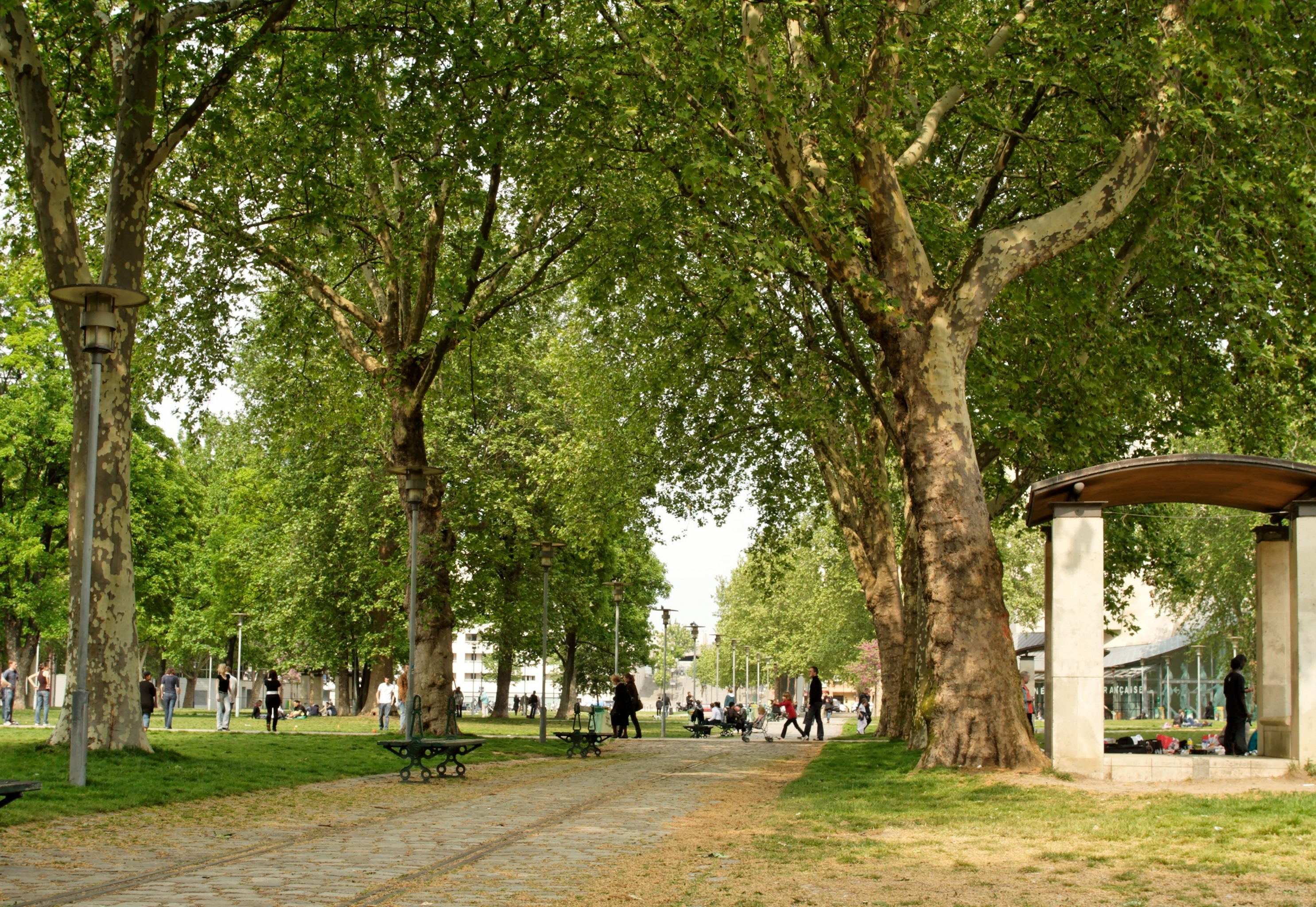
ベルシー公園

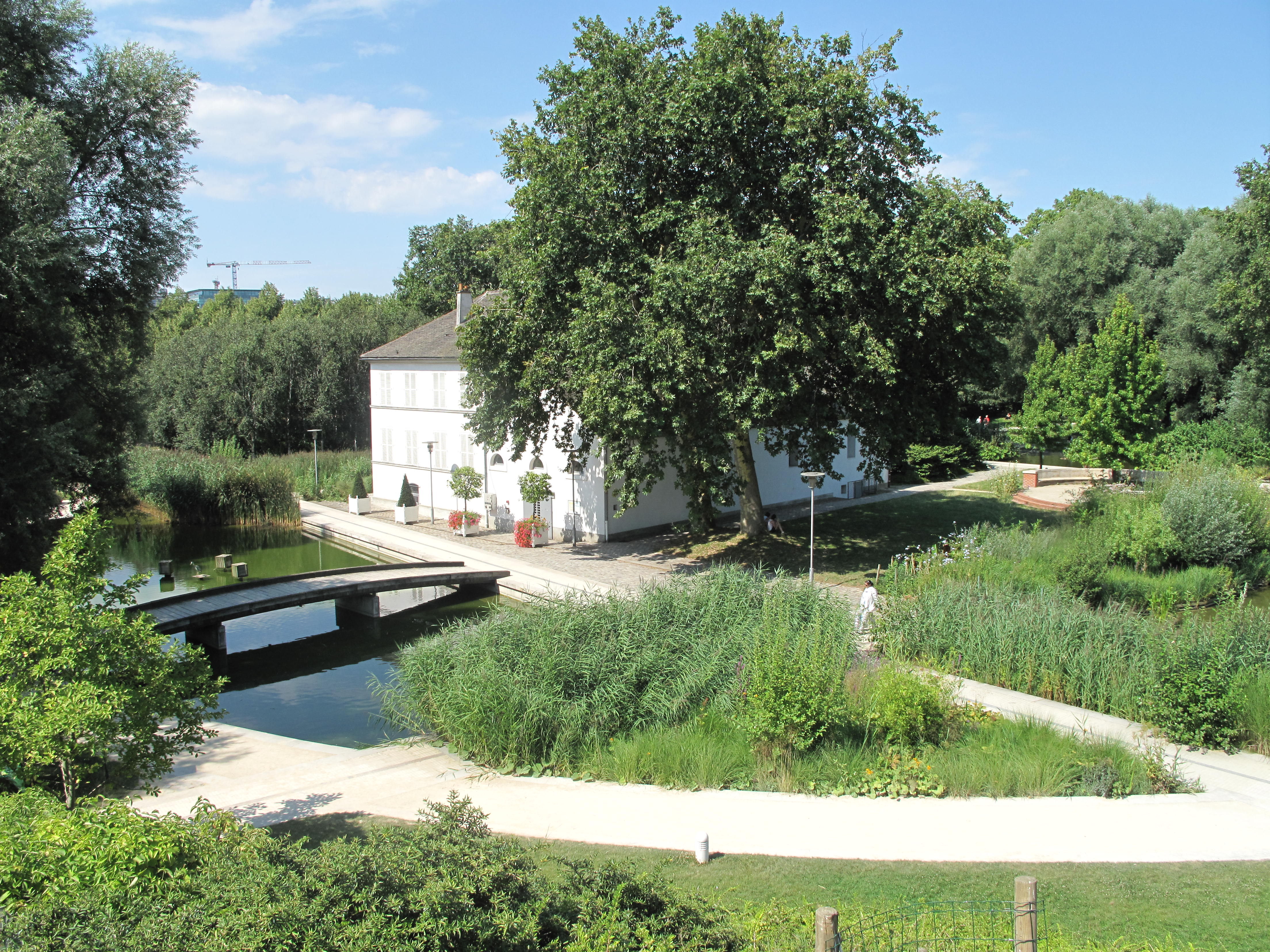
同ベルシー公園内のパリ気象協会 (Agence Parisienne du Climat) 建物

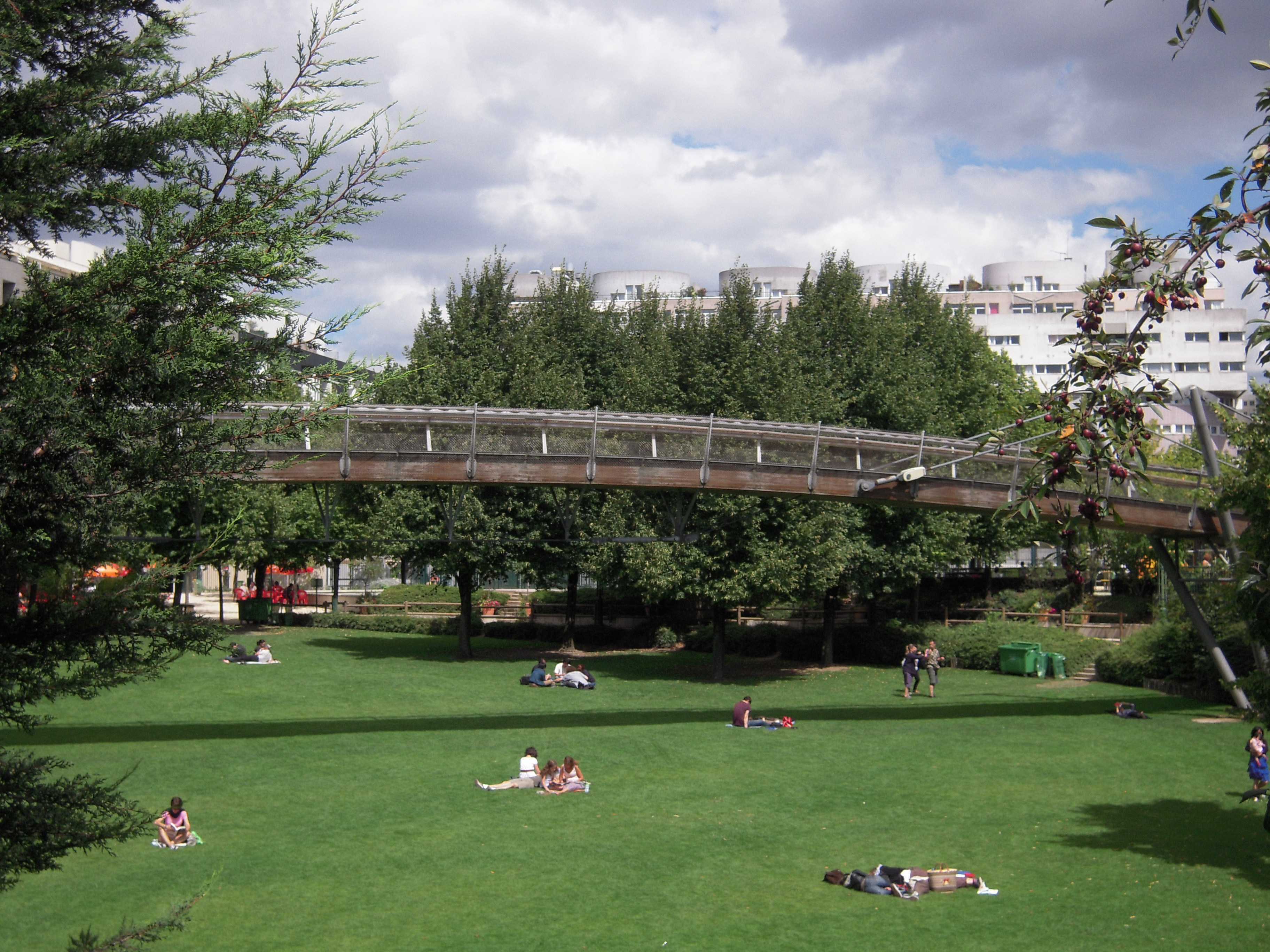
ルイイ＝ポール＝ペルナン庭園 (ルイイ庭園)の橋 (Passerelle BZ/12)

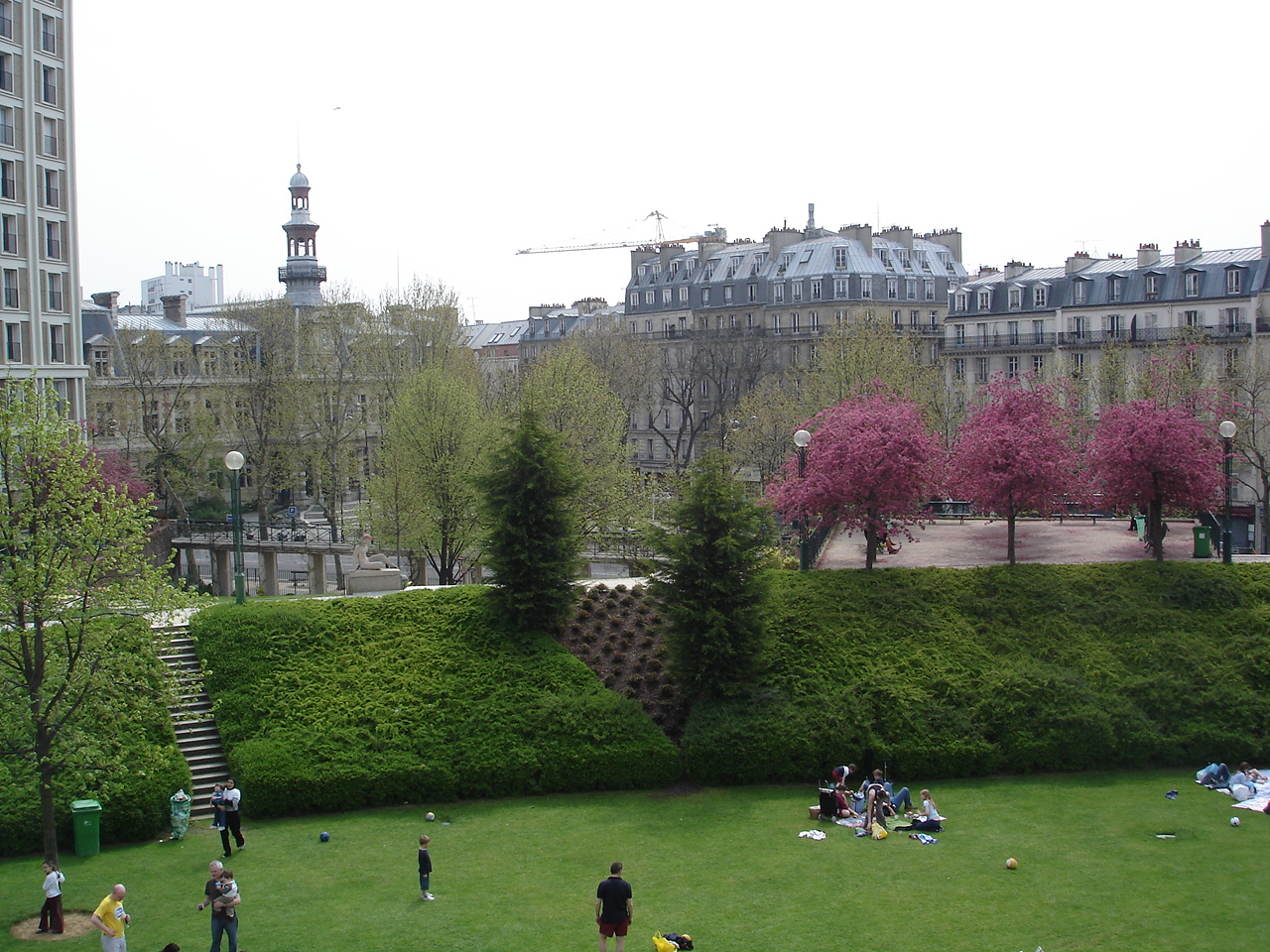
プロムナード・プランテから見るパリ12区役所界隈

- パリ花公園 (Parc Floral de Paris)
  - ヴァンセンヌの森にある。
- パリ熱帯農園 (Jardin d'agronomie tropicale de Paris)。
  - 1907年に同地で開催された植民地博覧会ないし展示会 (fr) に出品された竹林から仏教寺院、キオスクまでのフランス植民地帝国時代の各地の展示物が主に置かれている。パリ熱帯庭園 (Jardin Tropical de Paris) とも訳される。ヴァンセンヌの森の北東部にある。
- ベルシー公園 (Parc de Bercy)
- ルイイ＝ポール＝ペルナン庭園 (Jardin de Reuilly - Paul-Pernin)
  - 略してルイイ庭園ないし公園。下記「緑の遊歩道（プロムナード・プランテ）」に併設されている4つの庭園ないし公園（他にルイイ駅公園 (fr)、エクトール＝マロ公園 (fr)、シャルル＝ペギー (fr)）の一つ。
- ルネ＝デュモン 緑の遊歩道 (クレ・ベルト・ルネ＝デュモン、Coulée verte René-Dumont)
  - ドメニル通りからヴァンセンヌの森前まで続く「緑の遊歩道（プロムナード・プランテ）」。全長4.7km程の、旧ワイン倉庫街だったベルシー・ヴィラージュ、「Viaduc des Arts」上の旧国鉄高架線路上、団地街や森林などを通る遊歩道。

### 名所・娯楽
- トローヌの市 (フォワール・デュ・トローヌ、Foire du Trône)
  - 毎年春に開催される仮設の遊園地。ヴァンセンヌの森の西部、ドメニル湖の西側に設営される。ジェットコースターや観覧車、お化け屋敷などがある [4]。

### 旧跡・記念碑等
- 7月革命記念柱 （Colonne de Juillet） - 7月革命の犠牲者を追悼するために、バスティーユの象に置き換わりバスティーユ広場に建立された。

## 交通

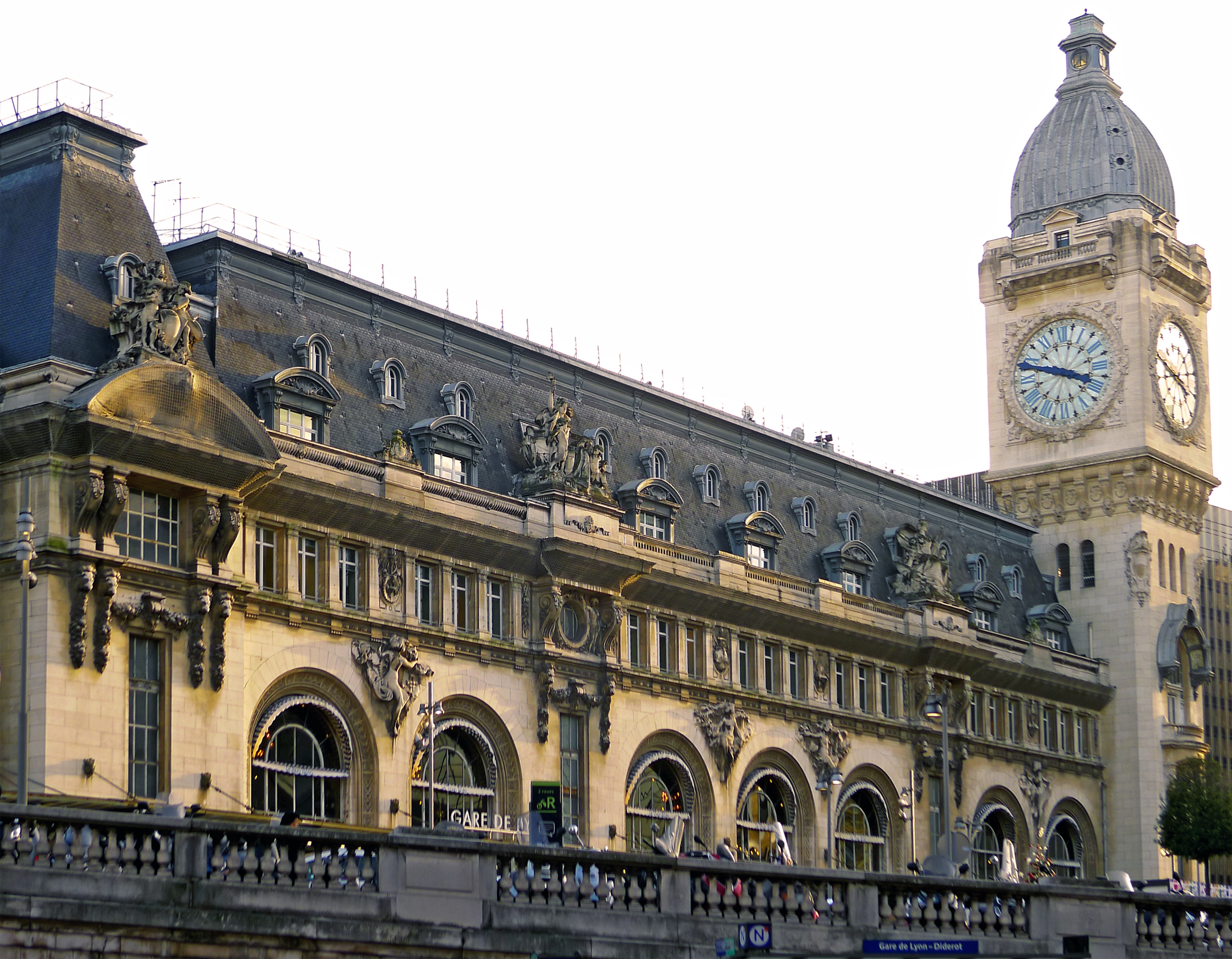
リヨン駅
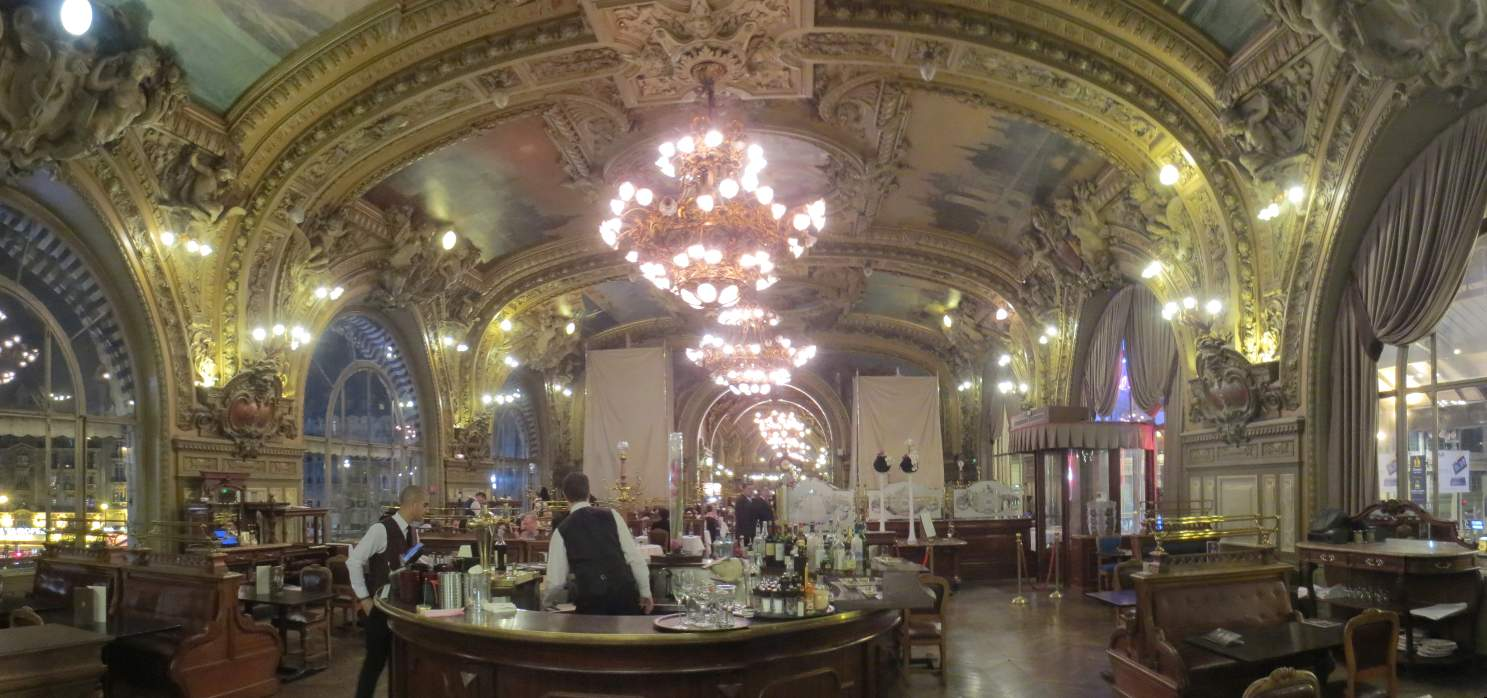
Restaurant Le Train Bleu de Paris Gare de Lyon（Restaurant gastronomiqueによる、リヨン駅構内のレストラン「ル・トラン・ブルー」）
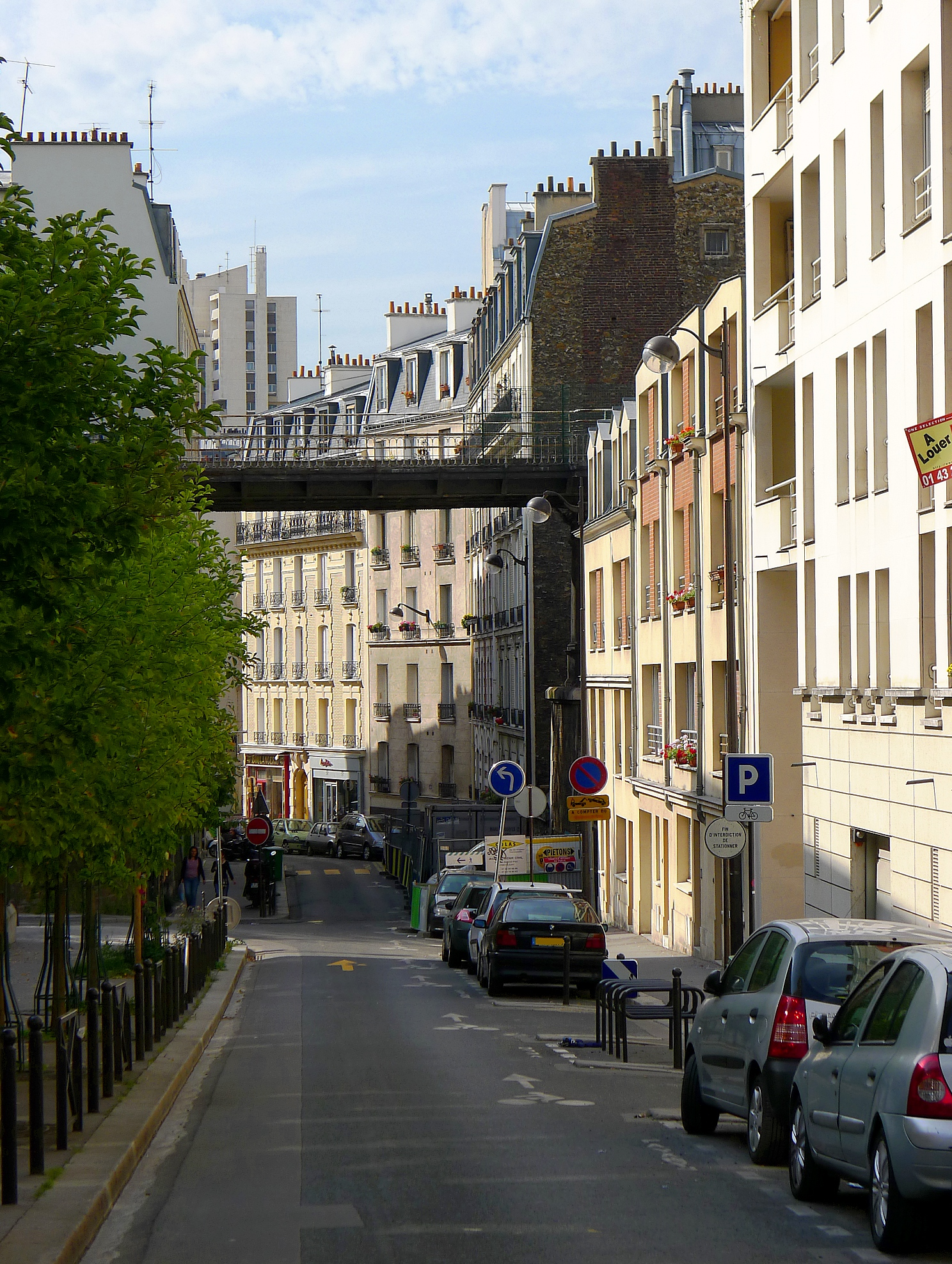
ヴートゥ通りの起点から見る, プティト・サンチュール(廃線)の鉄道橋跡 (La rue de la Voûte à son début, avec le pont ferroviaire de la ligne de Petite Ceinture.)

### 鉄道
- フランス国鉄 （SNCF）
  - ベルシー駅 （ガール・ド・パリ＝ベルシー、Gare de Paris-Bercy）
    - イタリア方面への列車が発着するターミナル駅。

  - リヨン駅 （ガール・ド・リヨン、Gare de Lyon）
    - リヨン、マルセイユなど南東方面のほか、イタリア、スイス方面に向かう国際列車も発着するターミナル駅。

- 地下鉄・メトロ （RATP）
  - 1号線
    - バスティーユ駅 – リヨン駅 (ガール・ド・リヨン) – ルイイ＝ディドロ駅 – ナシオン駅 – ポルト・ド・ヴァンセンヌ駅

  - 2号線
    - ナシオン駅のみ。

  - 5号線
    - バスティーユ駅 – ケ・ド・ラ・ラペ駅

  - 6号線
    - ベルシー駅 – デュゴミエ駅 – ドーメニル駅 – ベル＝エール駅 – ピクピュス駅 – ナシオン駅

  - 8号線
    - バスティーユ駅 – ルドリュ＝ロラン駅 – フェデルブ＝シャリニー駅駅 – ルイイ＝ディドロ駅 – モンガレ駅 – ドーメニル駅 – ミシェル・ビゾ駅 – ポルト・ドレ駅 – ポルト・ド・シャラントン駅

  - 9号線
    - ナシオン駅のみ。

  - 14号線
    - リヨン駅 (ガール・ド・リヨン) – ベルシー駅 – クール・サンテミリオン駅

- RER （SNCF／RATP）
  - A線
    - リヨン駅 (ガール・ド・リヨン) - ナシオン駅

  - D線
    - リヨン駅 (ガール・ド・リヨン)のみ。
- 廃線
  - プティト・サンチュール
  - ヴァンセンヌ郊外線（現在のオペラ・バスティーユのある場所にバスティーユ駅があった。）

### 高速道路・有料道路
- ペリフェリック （パリ環状道路） （Boulevard Périphérique）
  - ポルト・ド・ヴァンセンヌ - ポルト・ドレ - ポルト・ド・シャラントン - ポルト・ド・ベルシー

### 道路

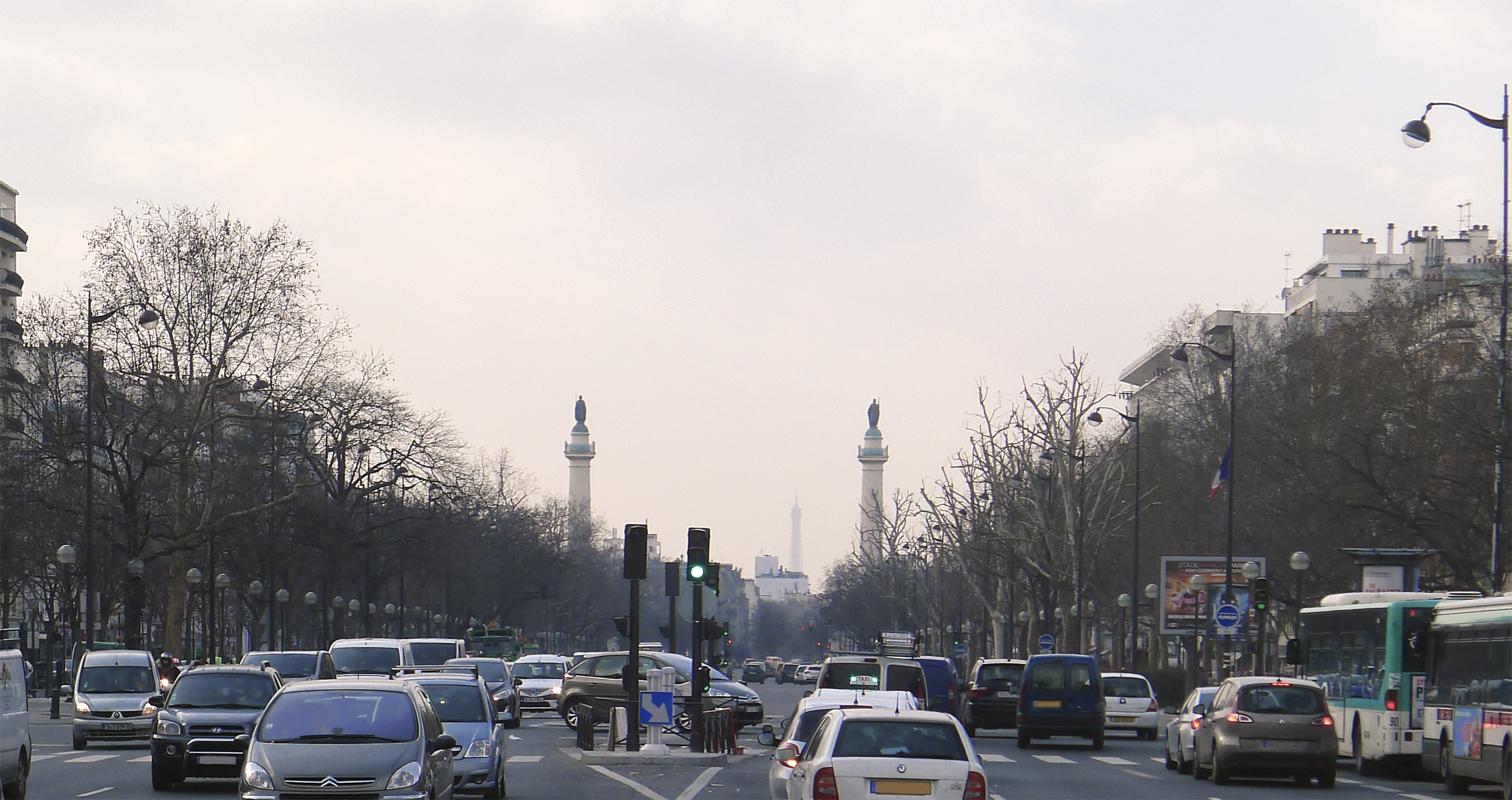
クール・ド・ヴァンセンヌ (Cours de Vincennes)。ナシオン広場方向を見る。
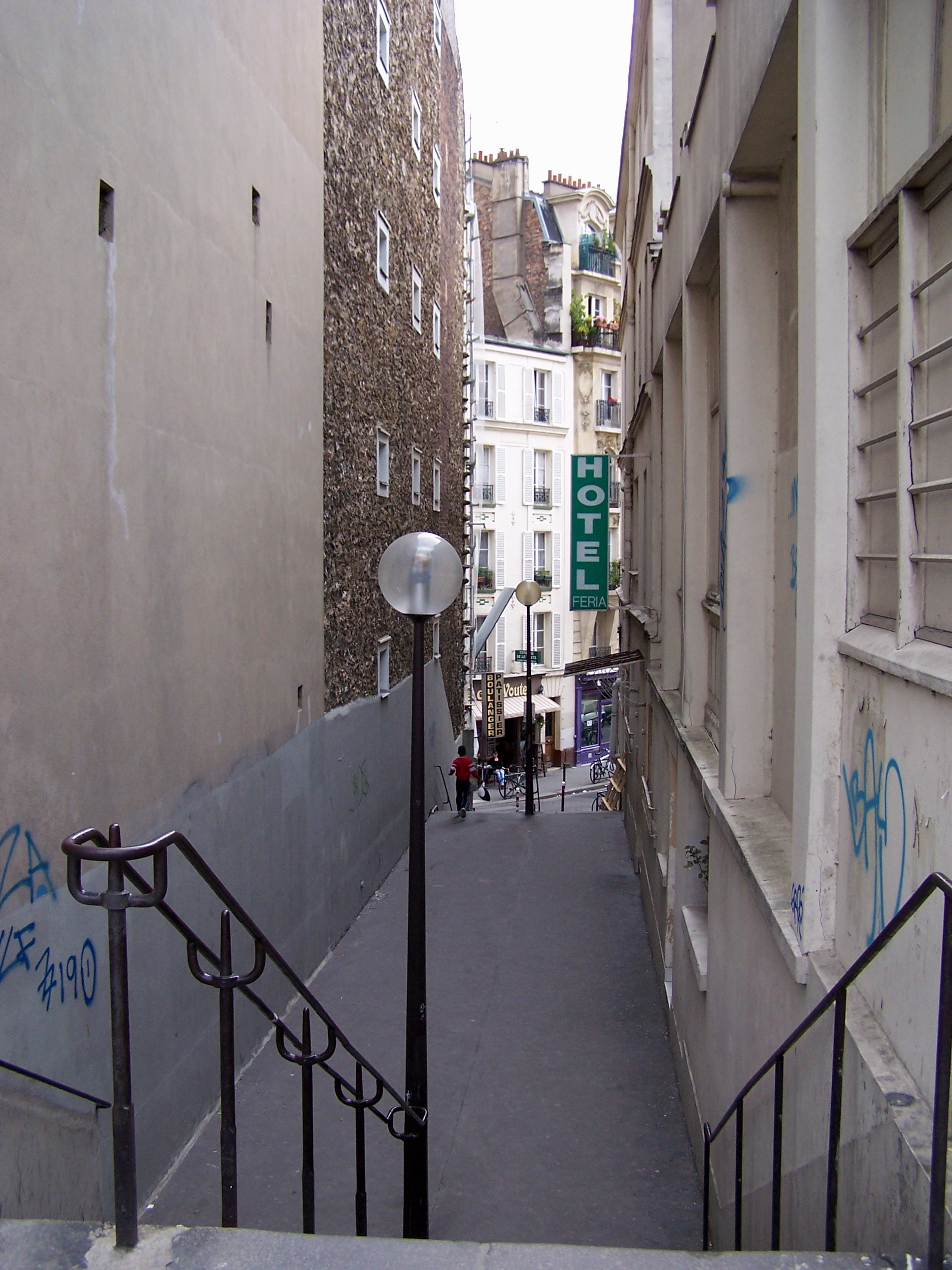
パサージュ・ド・ラ・ヴートゥ (Passage de la Voûte)。ポルト・ド・ヴァンセンヌ駅近く, クール・ド・ヴァンセンヌとヴートゥ通り (Rue de la Voûte) との間を走る。
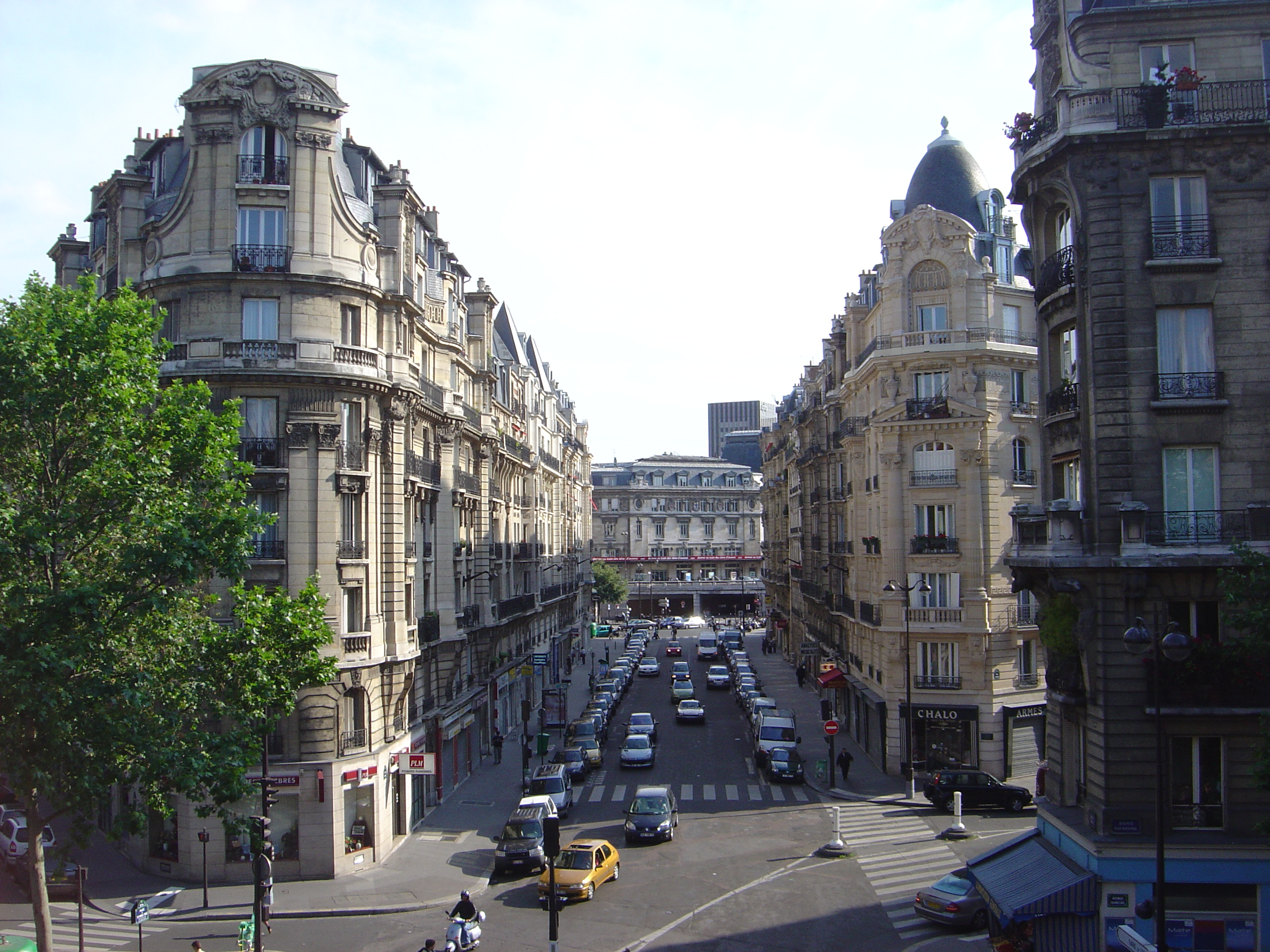
Rue Abel
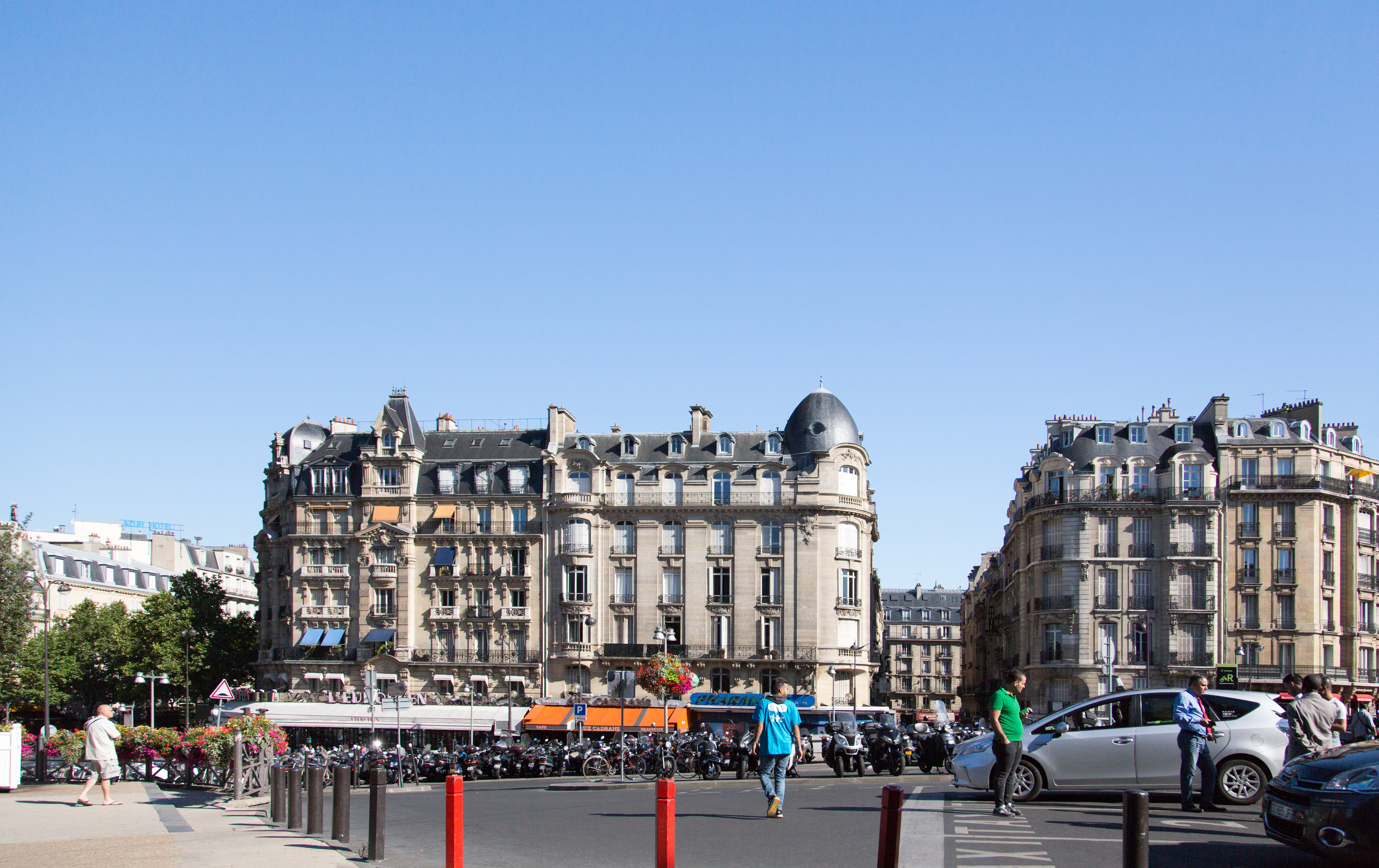
リヨン駅前ルイ＝アルモン広場 (Place Louis-Armand) から見るディドロ大通り (Boulevard Diderot) と(中央建物間の)エミル＝ジルベール通り (Rue Émile-Gilbert)
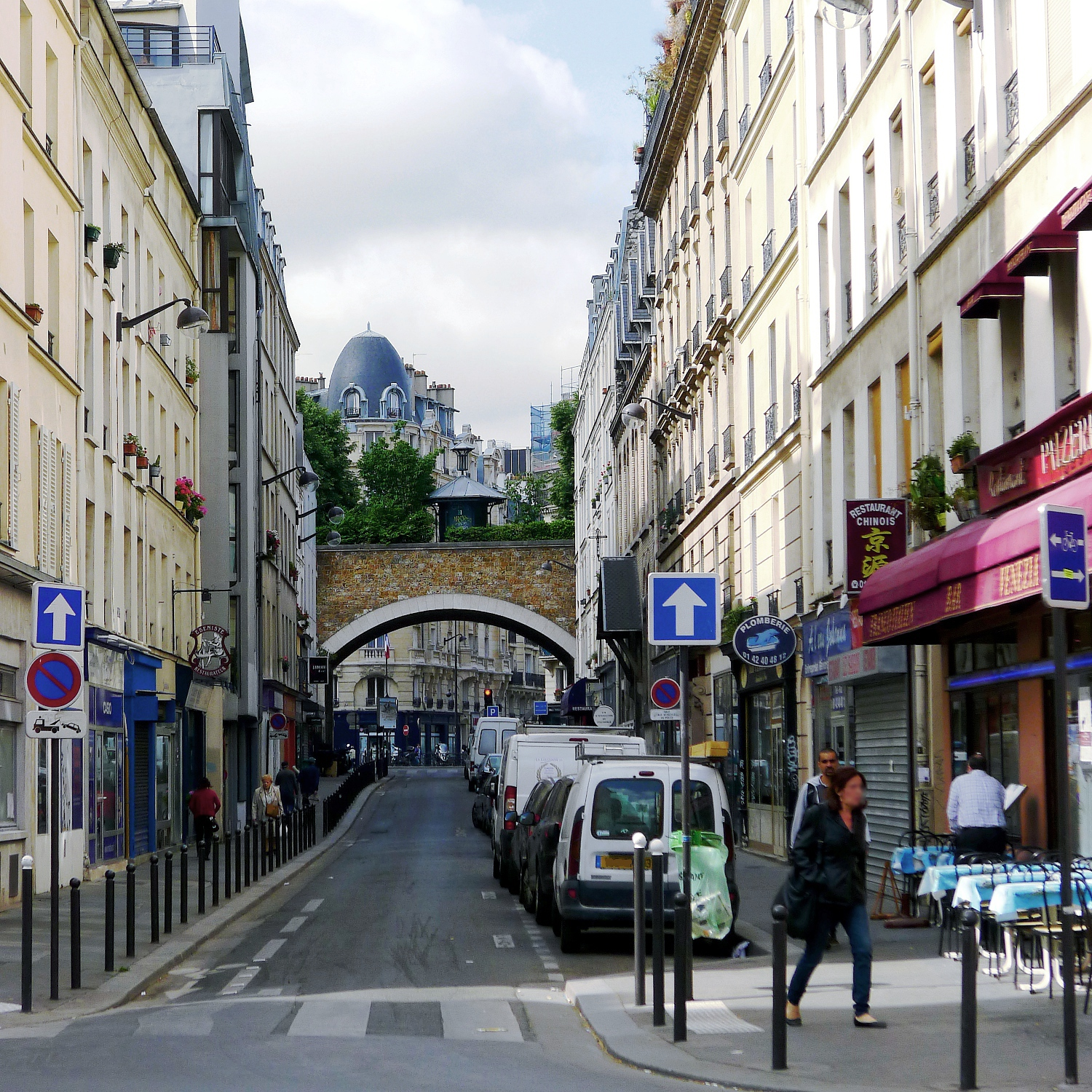
Rue Traversière vue de la rue de Charenton en direction de l'avenue Daumesnil.
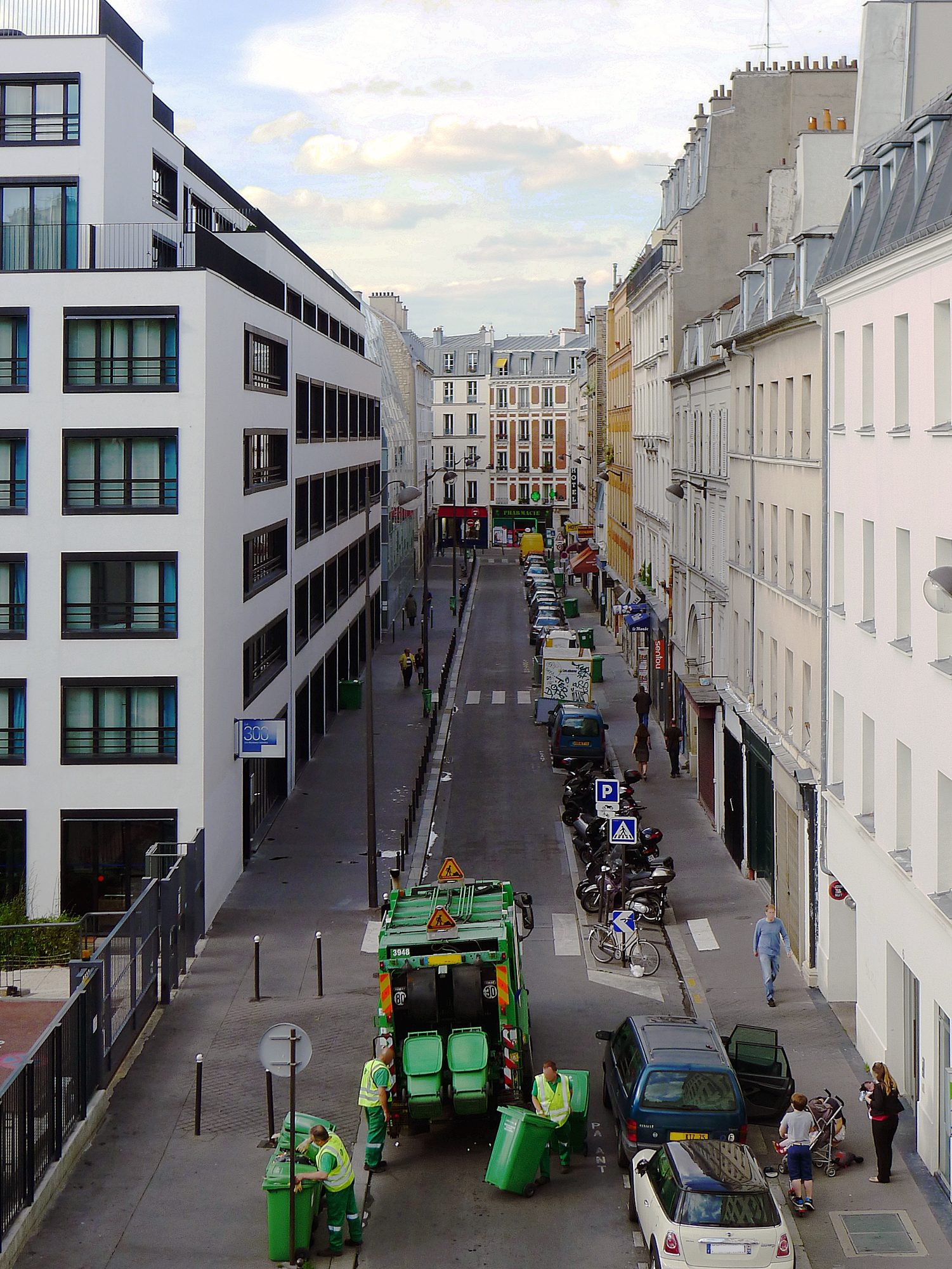
プロムナード・プランテから見るモロー通り (Rue Moreau vue depuis la Promenade plantée)。ドメニル通り側からシャラントン通り方向を見る。
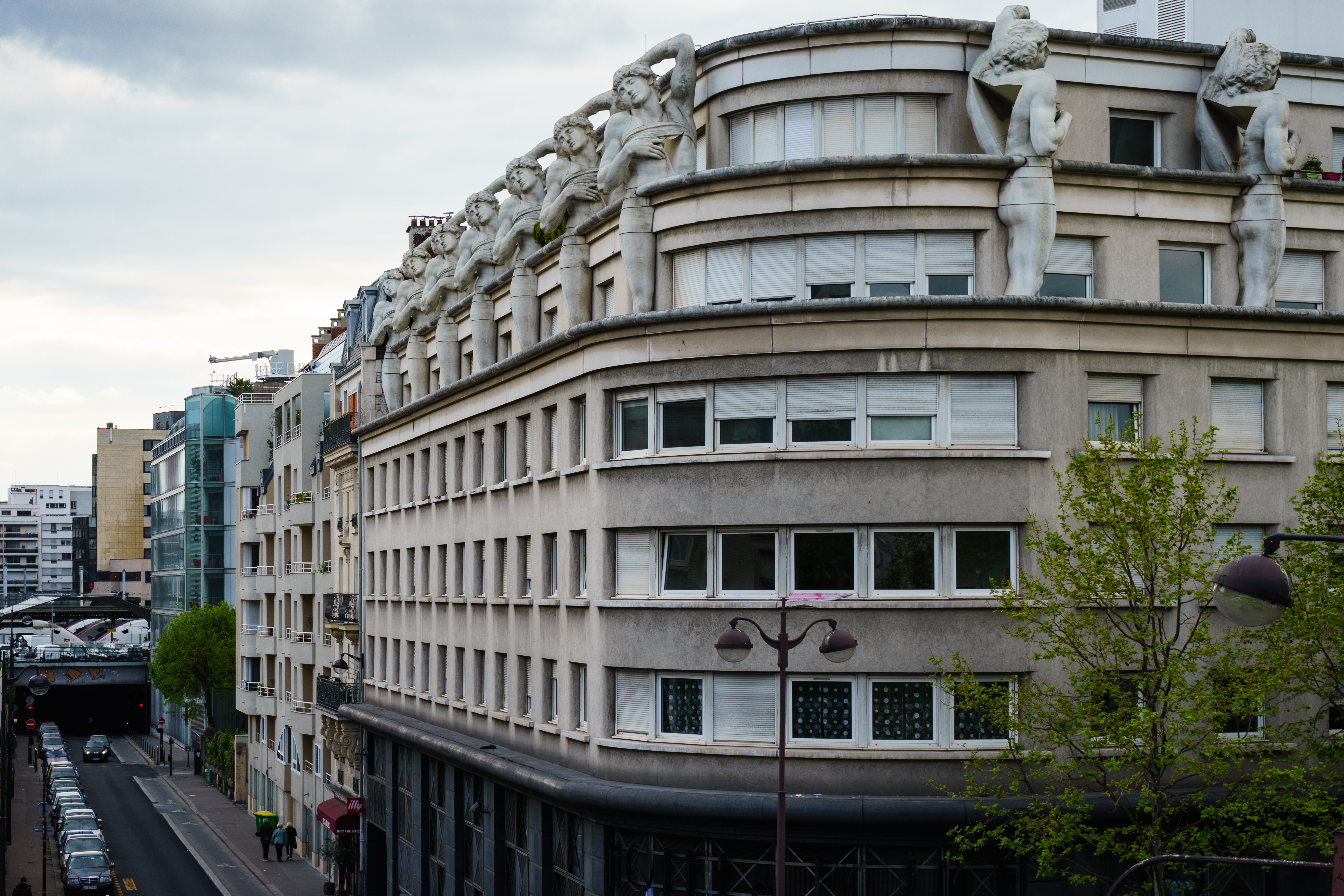
ドメニル大通りの12区中央警察署 (No.80 Avenue Daumesnil Paris: Commissariat central d'arrondissement (1991) par Manuel Núñez Yanowsky et Miriam Teitelbaum.)
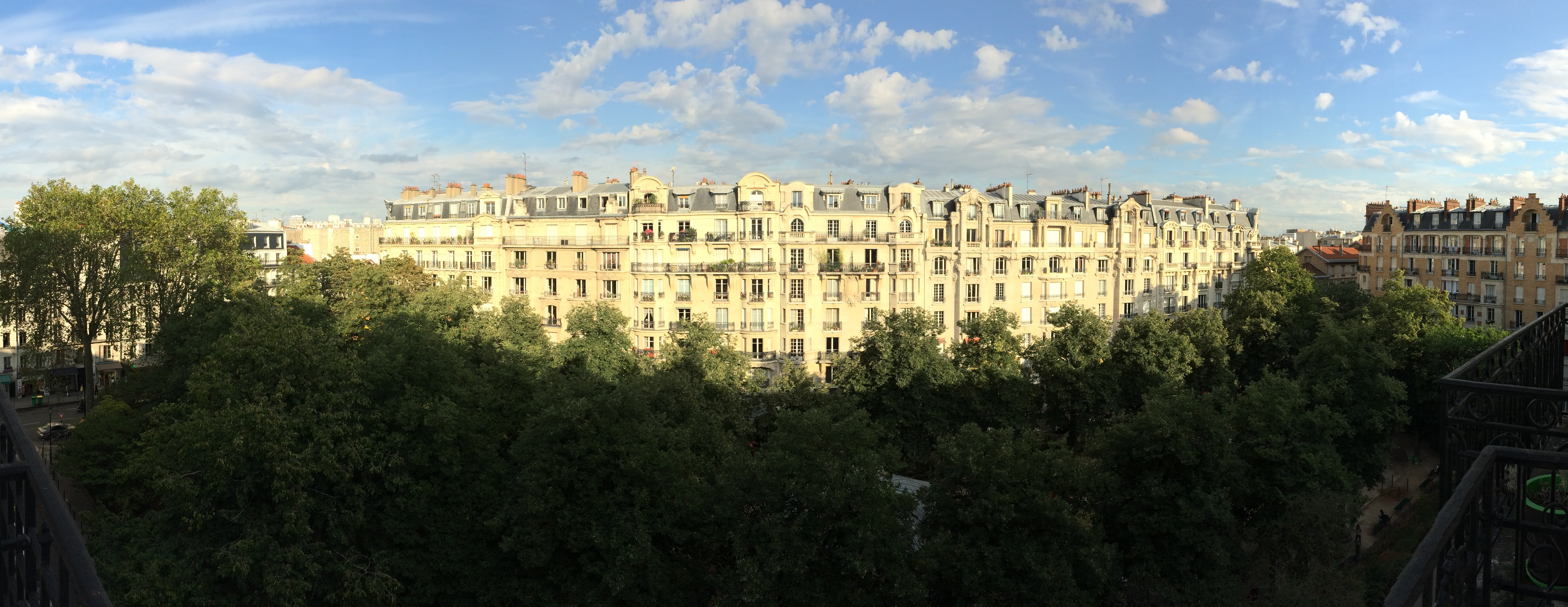
フォーブール＝サンタントワーヌ通りとテオフィール＝ルッセル通りとに南北に挟まれたスクアール・トゥルソー (トゥルソー公園) とシャルル＝ボードレール通りの居住建物 (Square Trousseau et immeubles rue Charles-Baudelaire.)
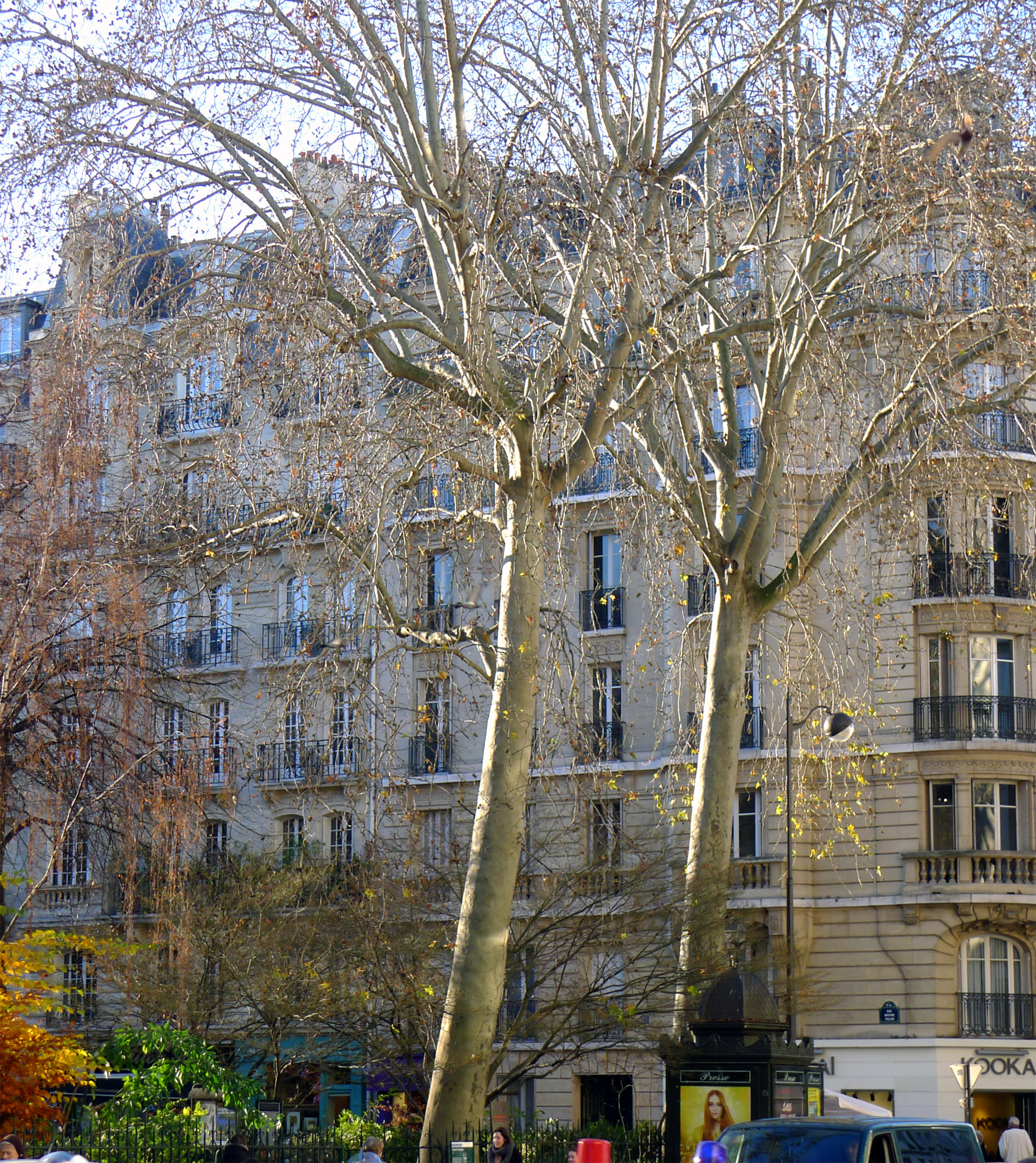
スクアール・トゥルソーから見るテオフィール＝ルッセル通り (Rue Théophile-Roussel) の居住建物。同通り7番地には1909年建造の古典的低家賃住宅 (HBM, 現在はHLM表記) 建物があり, 現在はロチルド(医療)財団 (fr) 所有
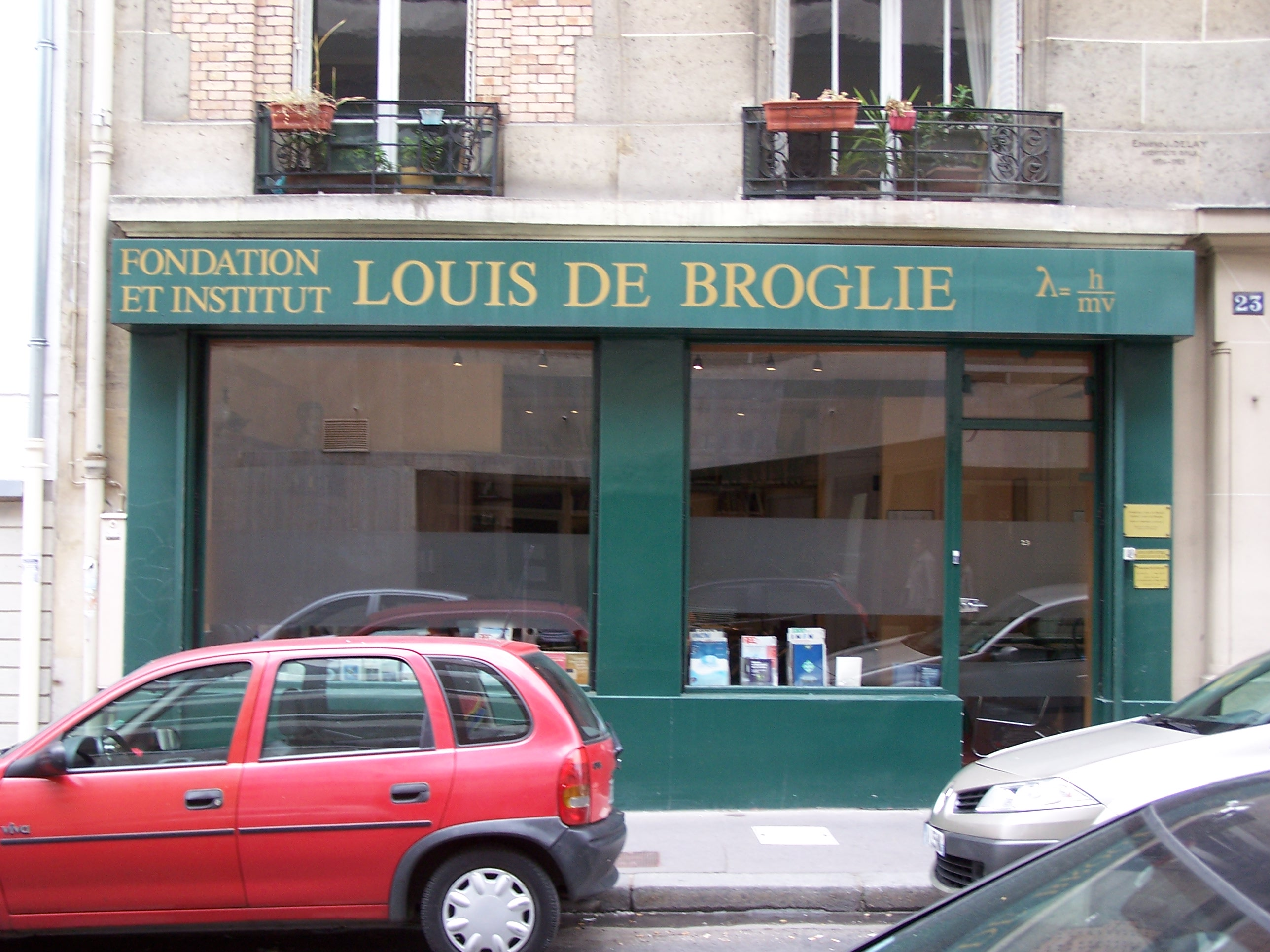
ルイ・ド・ブロイ財団・同研究所 (L'Institut Louis-de-Broglie, rue Marsoulan.)
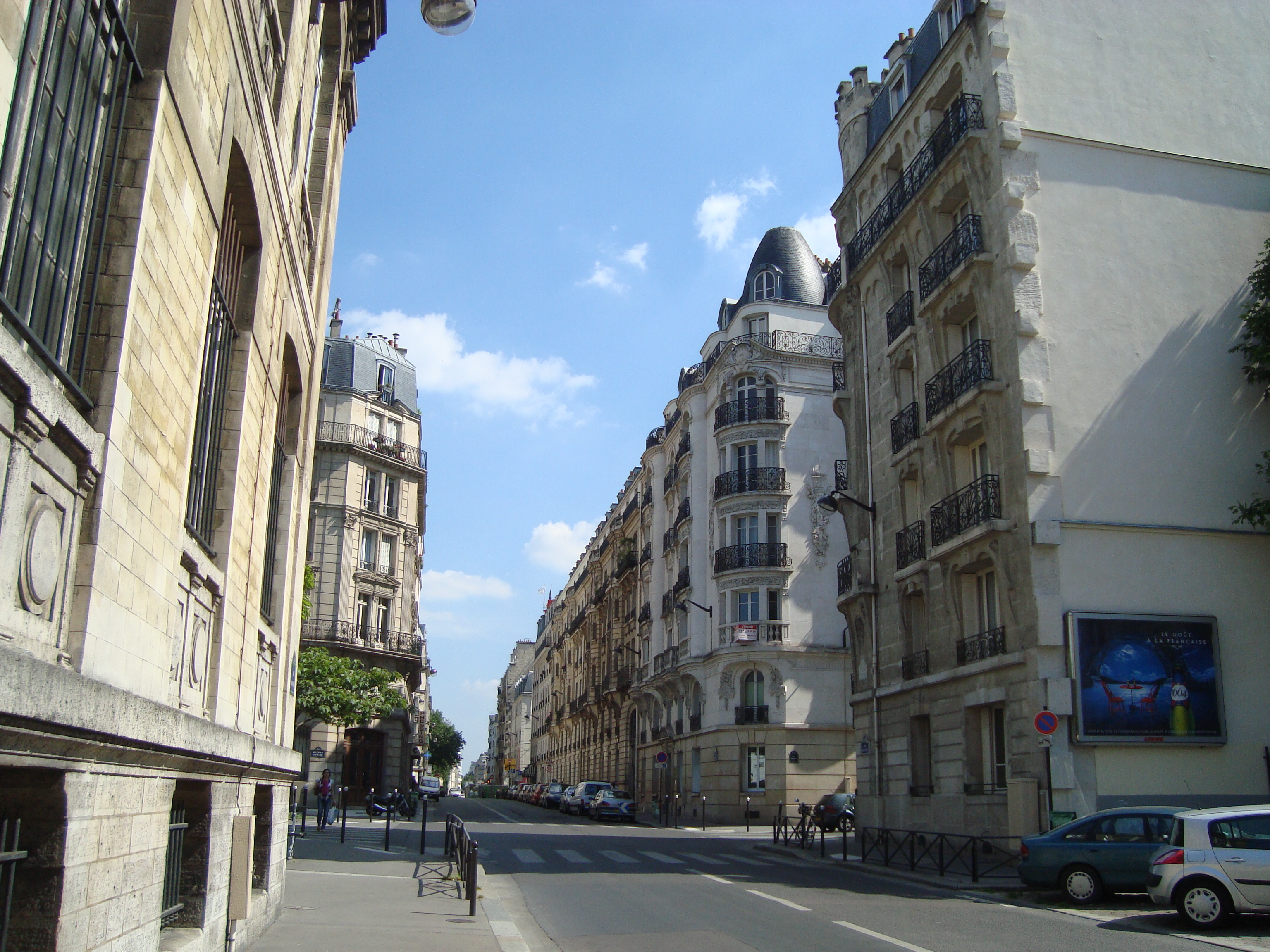
Rue de Picpus
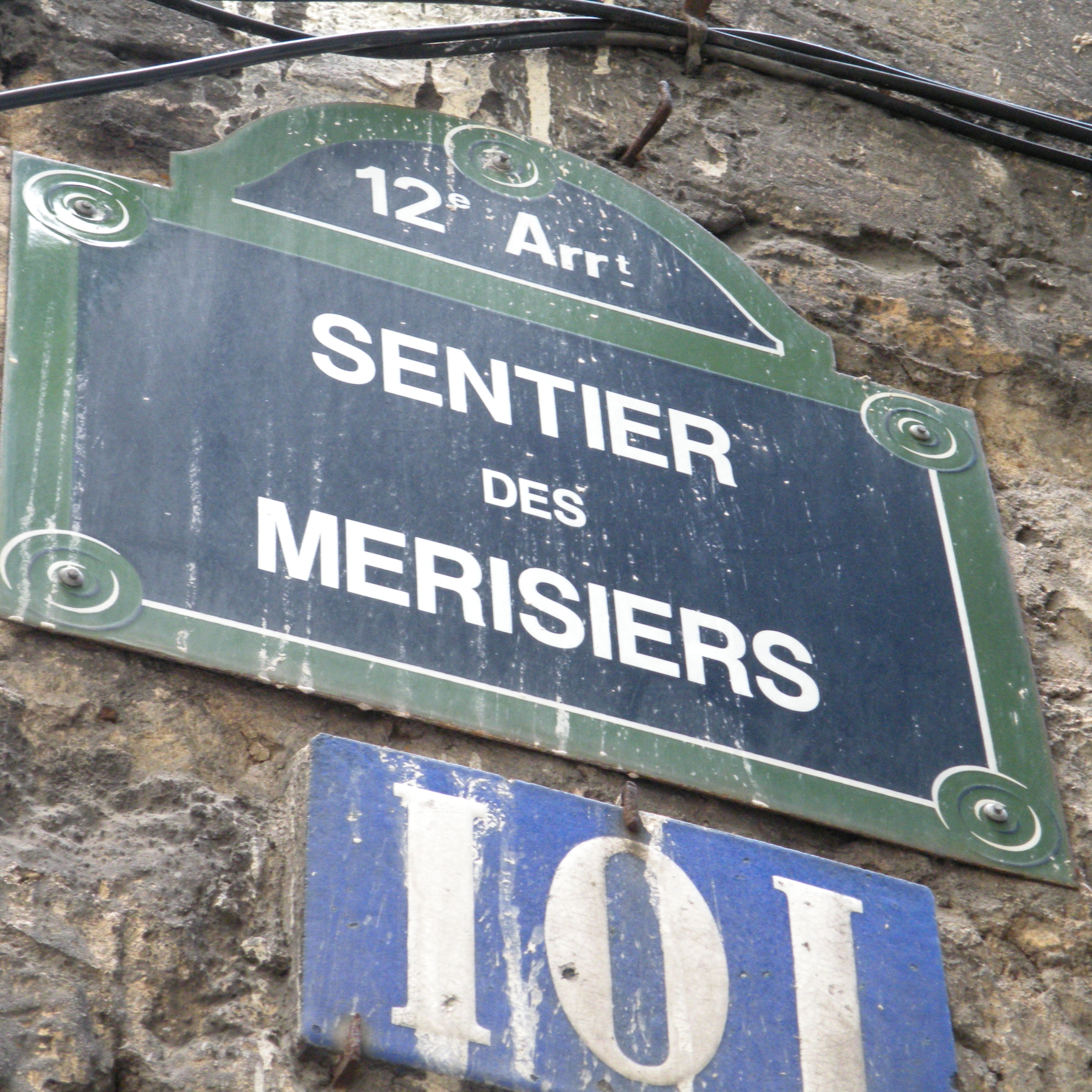
サンティエ・デ・メリジエ。"セイヨウミザクラの道"の意。スールト大通りとの交差点のプラーク (Plaque à l’intersection du boulevard Soult.)
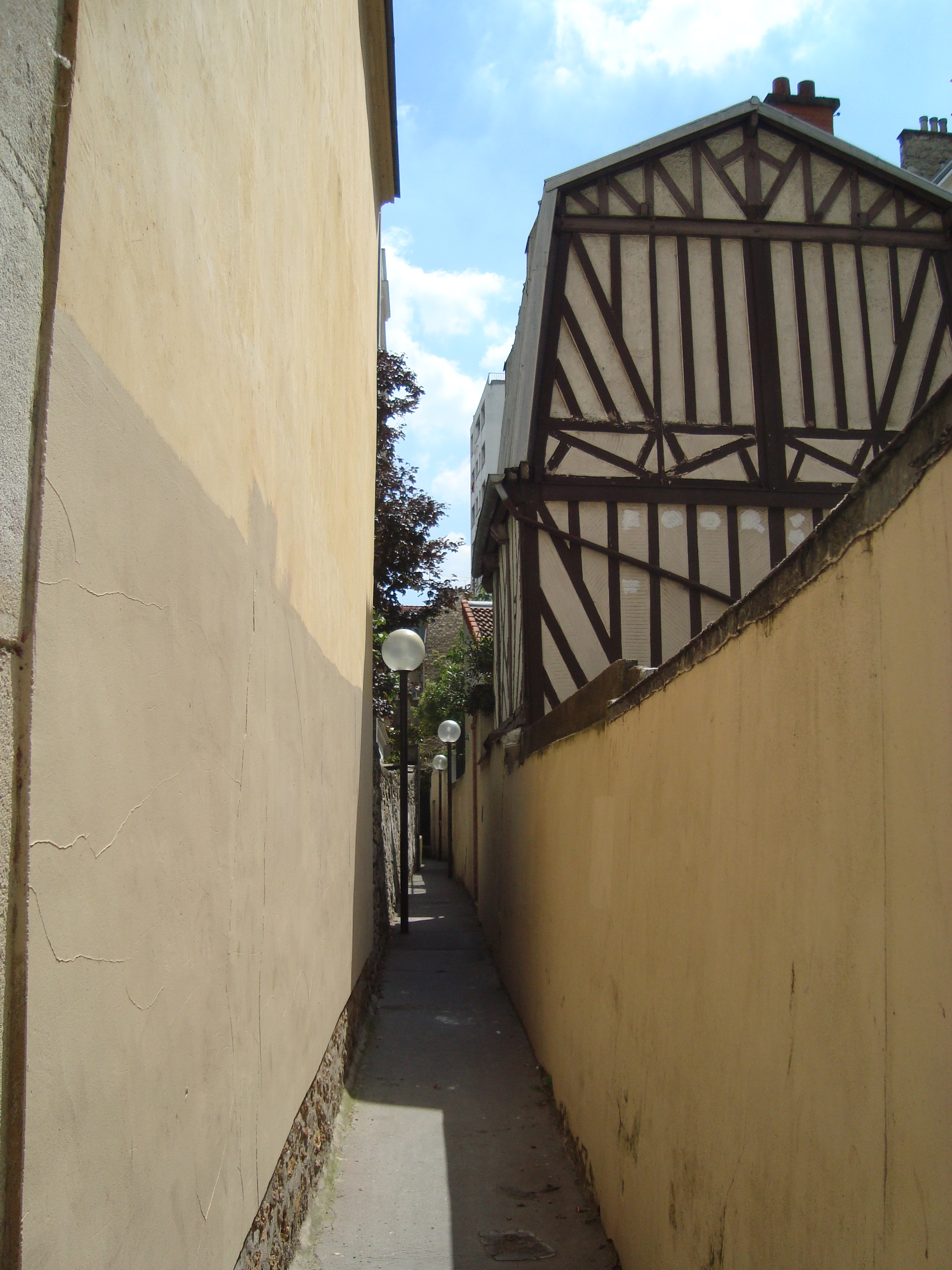
道幅は87cm〜1mほどで, 拡張工事前まで道幅80cmほどだった20区 パサージュ・ド・ラ・デュエ (fr), 同道幅が1m80cmの5区シャ・キ・ペシュ通り (fr) 等と共に、サンティエ・デ・メリジエはパリの中で最も道幅が狭い通り。
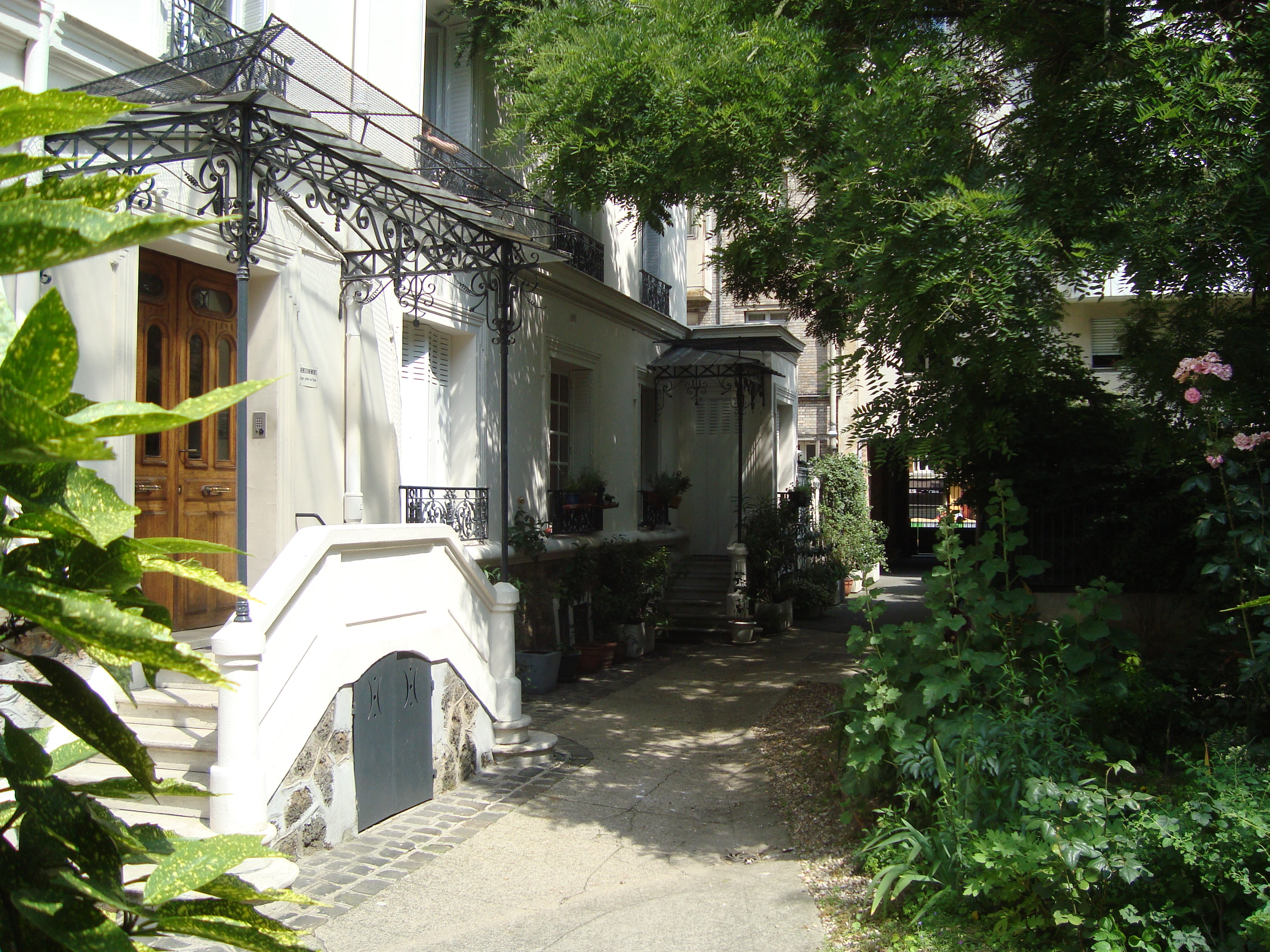
サンティエ・デ・メリジエ
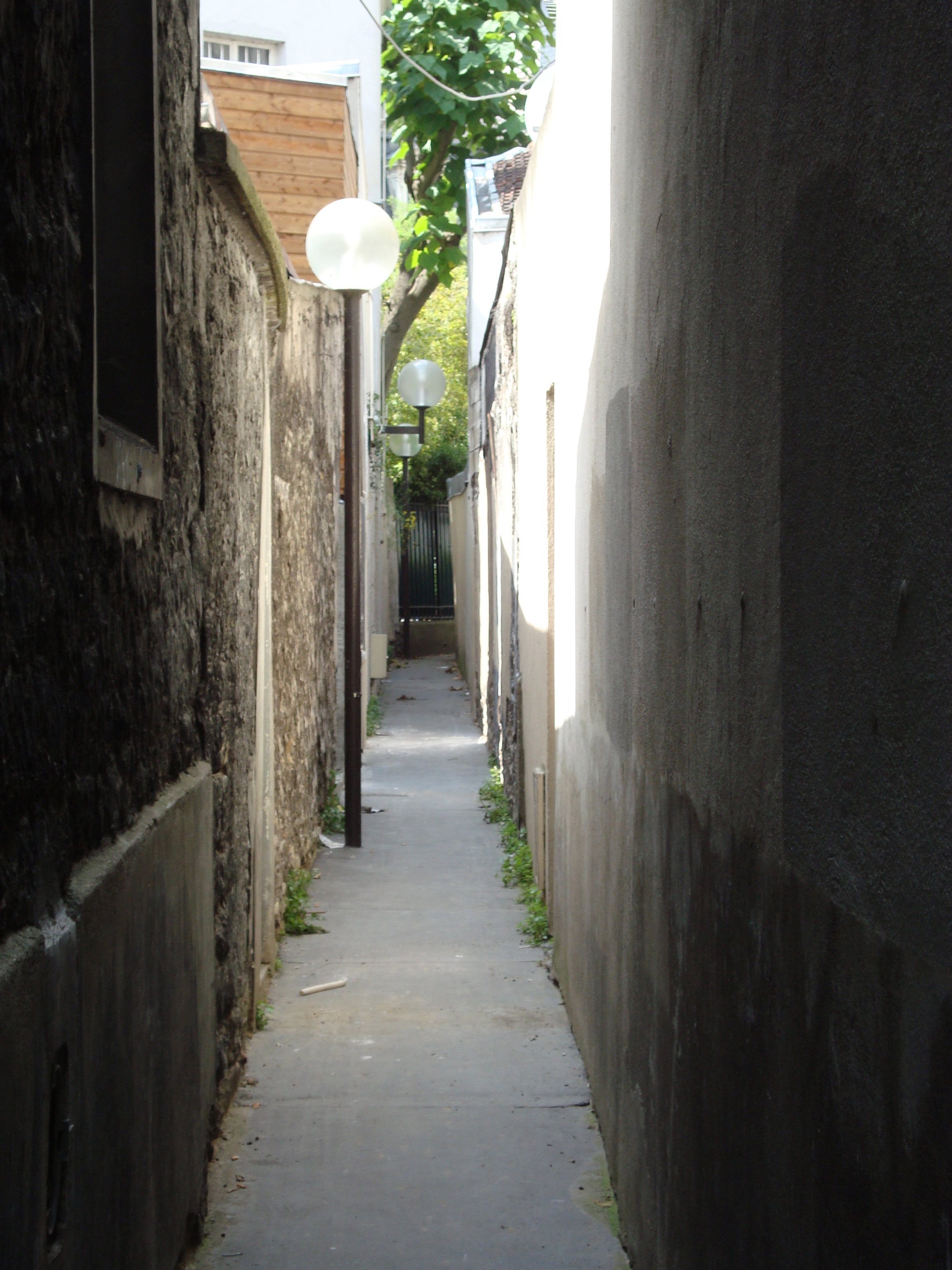
サンティエ・デ・メリジエ

- クール・ド・ヴァンセンヌ通り（Cours de Vincennes）
  - パリの東の玄関口・ナシオン広場から東に、ヴァンセンヌの森北側方面へ、12区北東20区との境界線上を走る目抜き通り。同広場近隣通り20区側には、プランタン百貨店のパリ・ナシオン店がある。
- クロード＝ドカーン通り（Rue Claude-Decaen）
- クロザティエ通り（Rue Crozatier）
- グラヴェル大通り（Avenue de Gravelle）
  - ヴァンセンヌの森の南の境界線付近を通る。
- ケ・ド・ベルシー通り（ベルシー河岸通り, Quai de Bercy）
- ケ・ド・ラ・ラペ通り（ラ・ラペ河岸通り, Quai de la Rapée）
  - 4区と12区との境界上に位置するアルスナル港のセーヌ川出入り口界隈を走る。セーヌ河畔にあるオステルリッツ橋たもとからセーヌ川に並走しベルシー公園に至ると、上記ケ・ド・ベルシー通りに名を変えて続いてゆく。オステルリッツ橋ないしシャルル・ド・ゴール橋でセーヌ川を渡ると対岸13区のオステルリッツ駅前に出る。ラ・ラペからディドロ大通りに進むとリヨン駅前に出る。ベルシー公園方面に進むと、ワイン倉庫街を改装したベルシー・ヴィラージュや、公園東側にあるベルシー駅前に出ることができる。
- サン＝マンデ大通り（Avenue de Saint-Mandé）
- シャラントン通り（Rue de Charenton）
  - ドメニル大通り等と共に、パリ市内の道路の中で最も長い通りの一つになる (Liste des voies parisiennes par longueur 参照)。バスティーユ広場からセーヌ川やドメニル大通りと並走し、ヴァンセンヌの森、隣接サン＝マンデ方面まで走る。
- ジェネラル＝ミシェル＝ビゾ大通り（Avenue du Général-Michel-Bizot）
- ジョルジュ＝ポンピドゥー道路（Voie Georges-Pompidou）
  - セーヌ川右岸沿いを16区方面まで走る高速路。
- スールト大通り（Boulevard Soult）
  - 12区外縁を走る"ブールヴァール・デ・マレショー"。20世紀前半〜半ば、ティエールの城壁周りに形成された貧民窟ラ・ゾンヌ (La Zone) 対策の為にパリ環状に建造された低家賃住宅 (HBM, 現在はHLM表記) が、第一次世界大戦後のブルターニュはじめ農村からの安価な人口流出の"入り口"として1930年代から同大通り界隈に建ち並ぶ。通り名称は、ワーテルローの戦いなどナポレオン戦争期の参謀長、フランス外人部隊創設者のスールトフランス大元帥から名付けられた。
- ディドロ大通り（Boulevard Diderot）
  - 対岸13区オステルリッツ駅、セーヌ川を跨ぐオステルリッツ橋界隈、そして12区北西側にあるリヨン駅と12区北東側にある"パリの東の玄関口"ナシオン広場とを繋ぐ、区内北部を東西に走る通り。
- テオフィール＝ルッセル通り（Rue Théophile-Roussel）
  - バスティーユ広場の東側(リヨン駅の北側)、メトロルドリュ＝ロラン駅の先、フォーブール＝サンタントワンヌ通りとシャラントン通りとに挟まれたアリーグル広場 (fr) まで走る。同広場には、"パリ一安いマルシェ"とも言われる屋外のアリーグル市場 (fr) と屋内のボーヴォ市場 (fr) があり、蚤の市も開かれている[5]。土地柄、周辺界隈には、7区サン＝ドミニク通りやマレ地区その他欧州各域にもあるメルヴェイユ (fr) のオ・メルヴェイユ・ドゥ・フレッド (Aux Merveilleux de Fred) 等のパティスリー、ブーランジュリーから、ターブル (Table) などミシュラン星付きレストランも含め手頃ないし安手なレストランやカフェがあり、老舗ワインチェーン ニコラ (Nicolas) も含めワイン専門のバーも多い。和式ナイフ専門店 Japanese Knife Company もある。
- ドメニル大通り（Avenue Daumesnil）
  - バスティーユ広場南へ走るリヨン通りを起点に、フェリックス＝エブエ広場(旧ドメニル広場)経由、ヴァンセンヌの森前のペリフェリックまで続く区内中央を右斜め下に走る通り。通り沿いの国鉄の旧高架線路を用いた「芸術の高架橋 (Viaduc des Arts)」は、家具職人街だったこともあり、アルチザンやアーティストらのアトリエ等が入居。この旧高架線路上はヴァンセンヌの森辺りまで続く4.7km程の「緑の遊歩道、プロムナード・プランテ (Coulée verte René-Dumont)」となっている。
- トローヌ大通り（Avenue du Trône）
- バスティーユ大通り（Boulevard de la Bastille）
  - バスティーユ広場の南側で、下記リヨン通りから分かれアルスナル港に沿って走る。オステルリッツ橋周辺の上記ラ・ラペ河岸通りに接続する。
- ピクピュス大通り（Boulevard de Picpus）
- ピクピュス通り（Rue de Picpus）
- フォブール＝サンタントワーヌ通り（Rue du Faubourg-Saint-Antoine）
  - かつての「バスティーユ襲撃」の発端となった通り。12区北側11区との境界をバスティーユ広場まで東西に走る通り。同広場から先は4区サンタントワーヌ通りからリヴォリ通りへと続いていく。モントルイユ地区や、フォーブール＝サンタントワーヌ通りやシャラントン通り等が走るキャンズ＝ヴァン地区は、"フォーブール＝サンタントワーヌ (Faubourg Saint-Antoine)"の中心として、バスティーユ襲撃、8月10日事件、1793年6月2日ジロンド派失墜･･等の主力となった労働者などサン・キュロットら"危険な階層"が居住した地域で、さらに1848年六月蜂起の中心ともなった[6]。バスティーユ広場から11区内のロケット通りとの間にある、シャロンヌ通りやラップ通り界隈からメトロ ルドリュ＝ロラン駅界隈にかけて、若者が集う歓楽街、かつ手頃な店舗が集まる。リーバイス、サブウェイ、無印良品、ブックオフ、100円ショップに近似したディスカウントデパート エマ (HEMA)、スーパーモノプリ (Monoprix)･･等がある。
- ベル＝エール大通り（Avenue du Bel-Air）
- ベル＝ガブリエル大通り（Avenue de la Belle-Gabrielle）
  - ヴァンセンヌの森の北東の境界線になっている。
- ベルシー大通り（Boulevard de Bercy）
  - フェリックス＝エブエ広場(旧ドメニル広場)から走るルイイ大通りがベルシー大通りと名を変えベルシー駅やベルシー公園北側をなぞり、セーヌ川をベルシー橋で跨ぐ。その先対岸13区内を東西に走るヴァンサン＝オリオール大通りに入り、同区中心部イタリー広場に至る。
- ベルシー通り（Rue de Bercy）
- ポニャトフスキ大通り（Boulevard Poniatowski）
  - 12区南東外縁を走る、スルトと共に"ブールヴァール・デ・マレショー"を構成する。
- ポルト＝ド＝シャラントン大通り（Avenue de la Porte-de-Charenton）
- リヨン通り（Rue de Lyon）
  - バスティーユ広場とディドロ大通り(リヨン駅前)とを南北に繋ぐ通り。ディドロに進むとリヨン駅前に出る。
- ルイイ大通り（Boulevard de Reuilly）
  - フェリックス＝エブエ広場から西側セーヌ方向に進むとベルシー大通りと名を変えベルシー駅、ベルシー公園北側、ベルシー橋(セーヌ川)、対岸13区内を東西に走るヴァンサン＝オリオール大通りに入り、同区中心部イタリー広場に至る。
- ルイイ通り（Rue de Reuilly）
- ルドリュ＝ロラン大通り（Avenue Ledru-Rollin）
- クレミュー通り （Rue Crémieux）
  - リヨン通りとベルシー通りの間にある全長144メートルの石畳の通り。「写真映え」するスポットとして観光地化している。

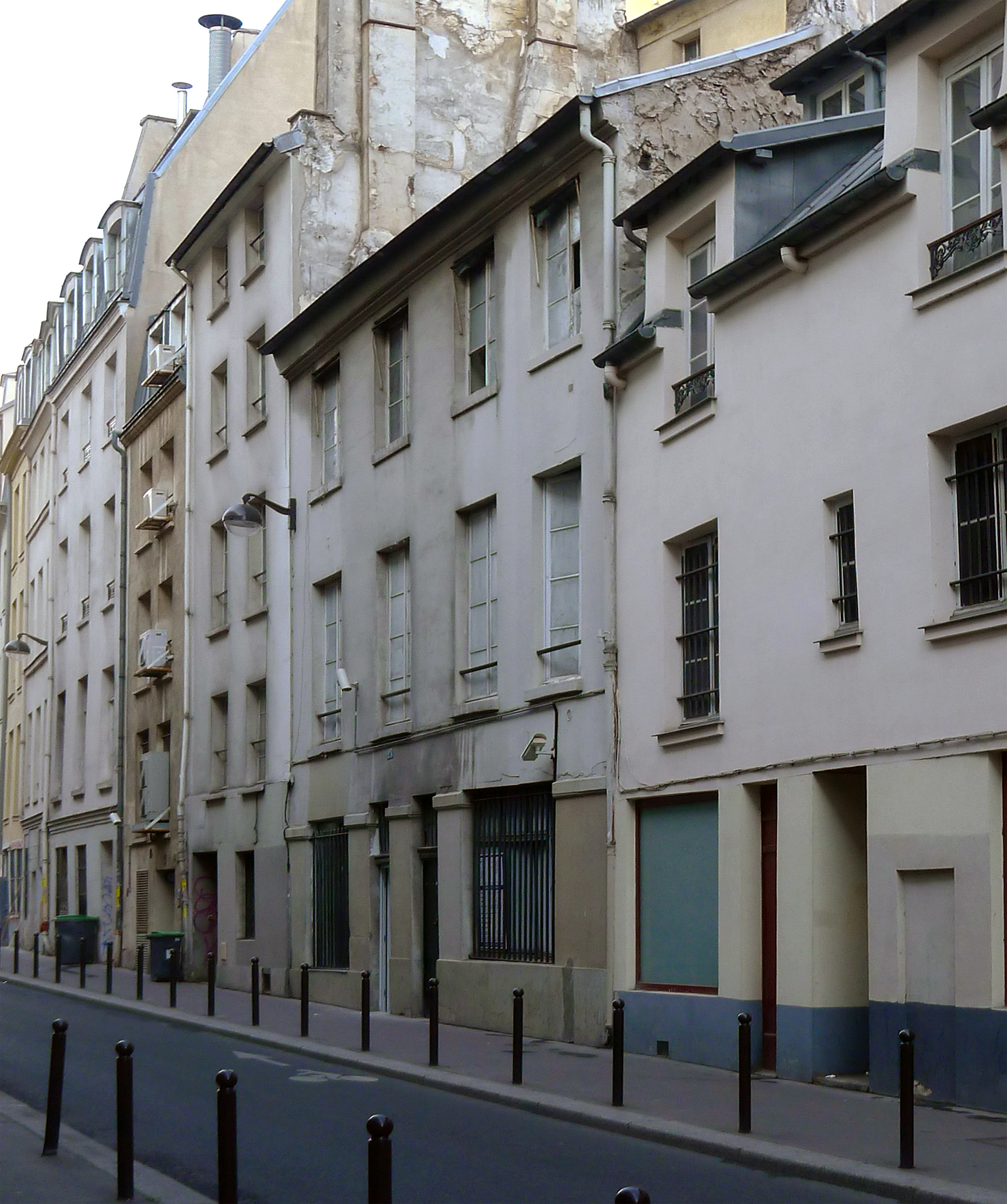
17世紀の建物、シャラントン通り (Rue de Charenton) 23-25番地
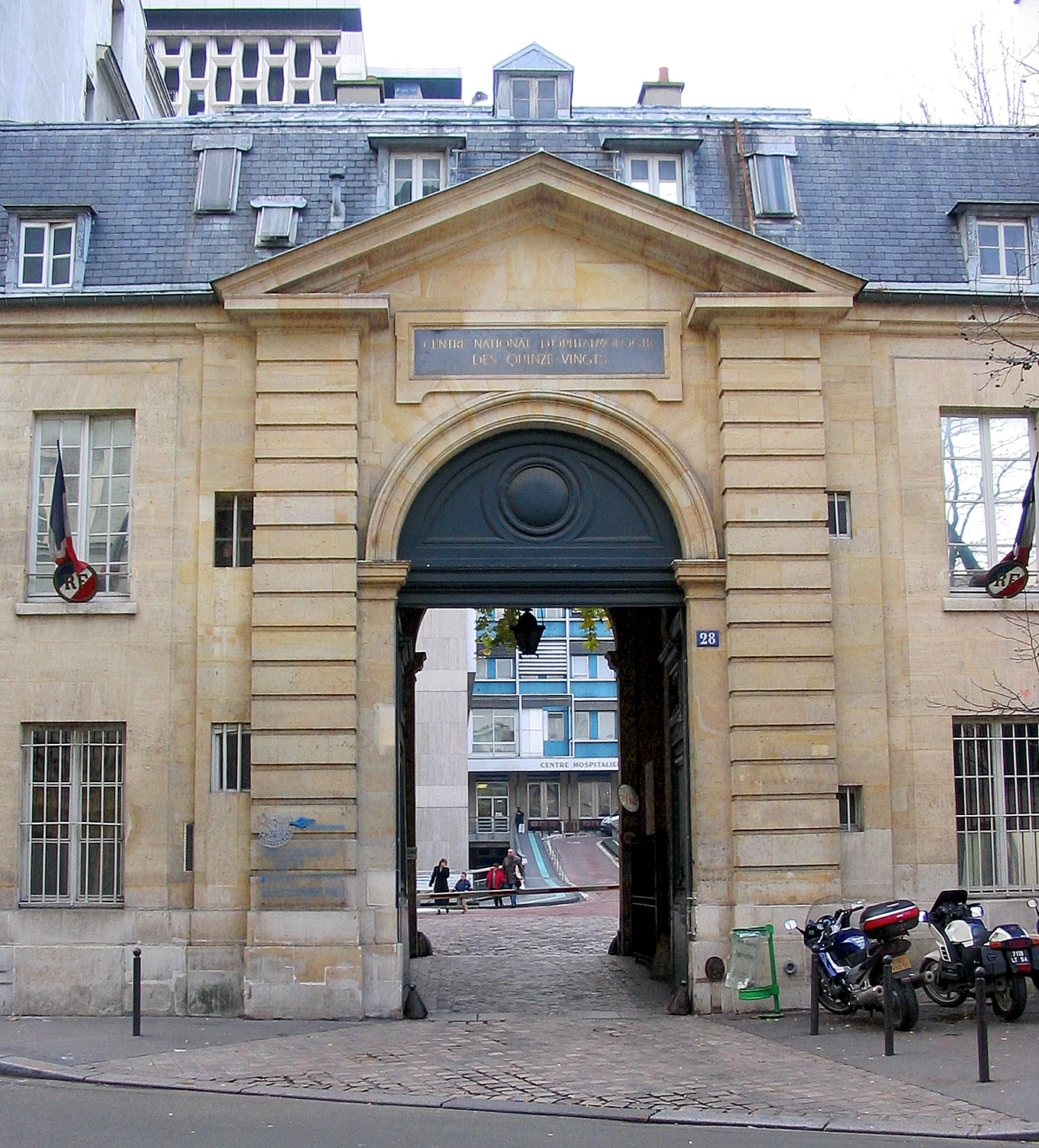
1699年建造の銃士兵舎を利用したキャンズ＝ヴァン病院の出入門。1779年にルイ16世により、サントノレ通りからシャラントン通り24-34番地に移設された。
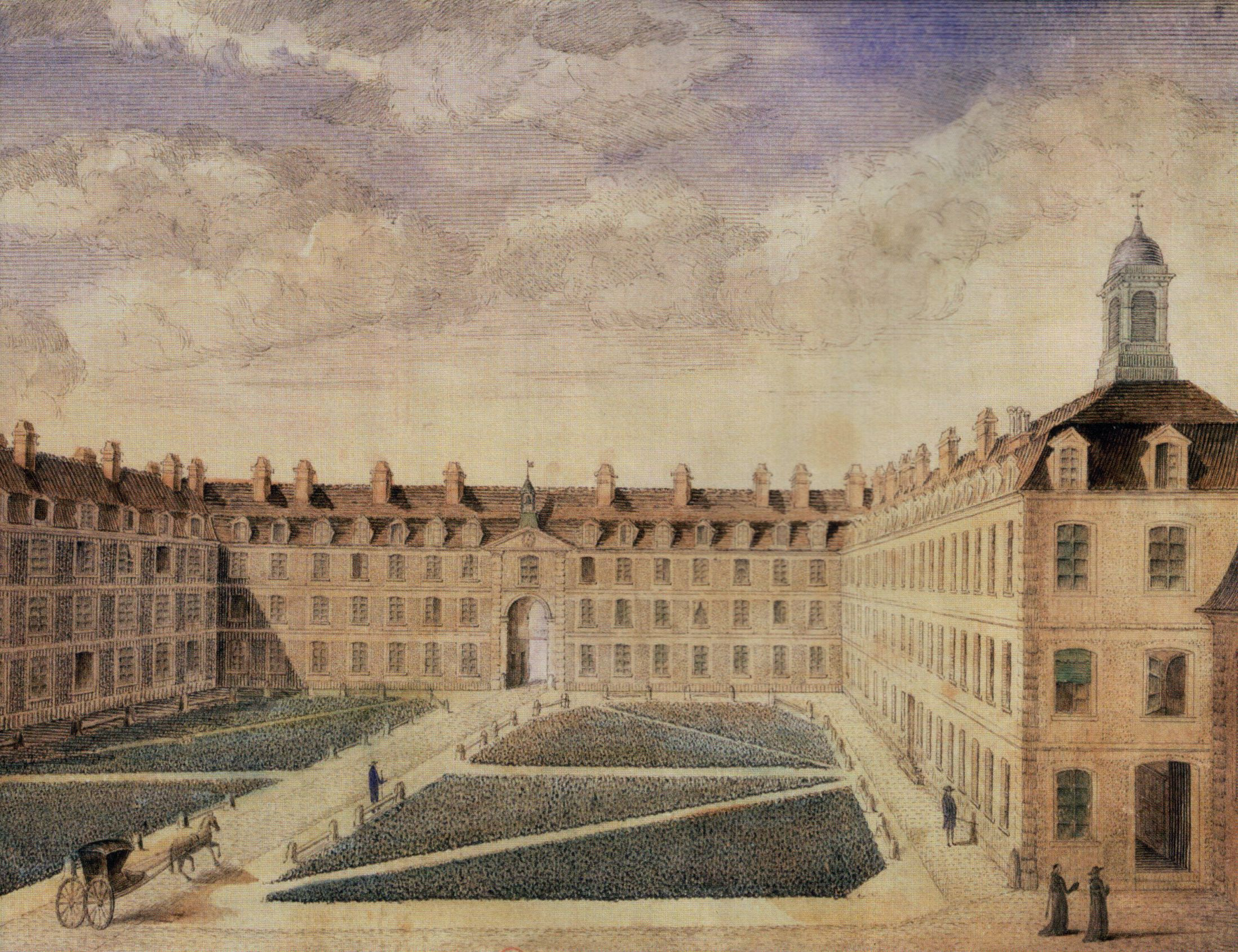
キャンズ＝ヴァン病院舎, 1809年 (Caserne abritant l'Hôpital des Quinze-Vingts, estampe de 1809.)
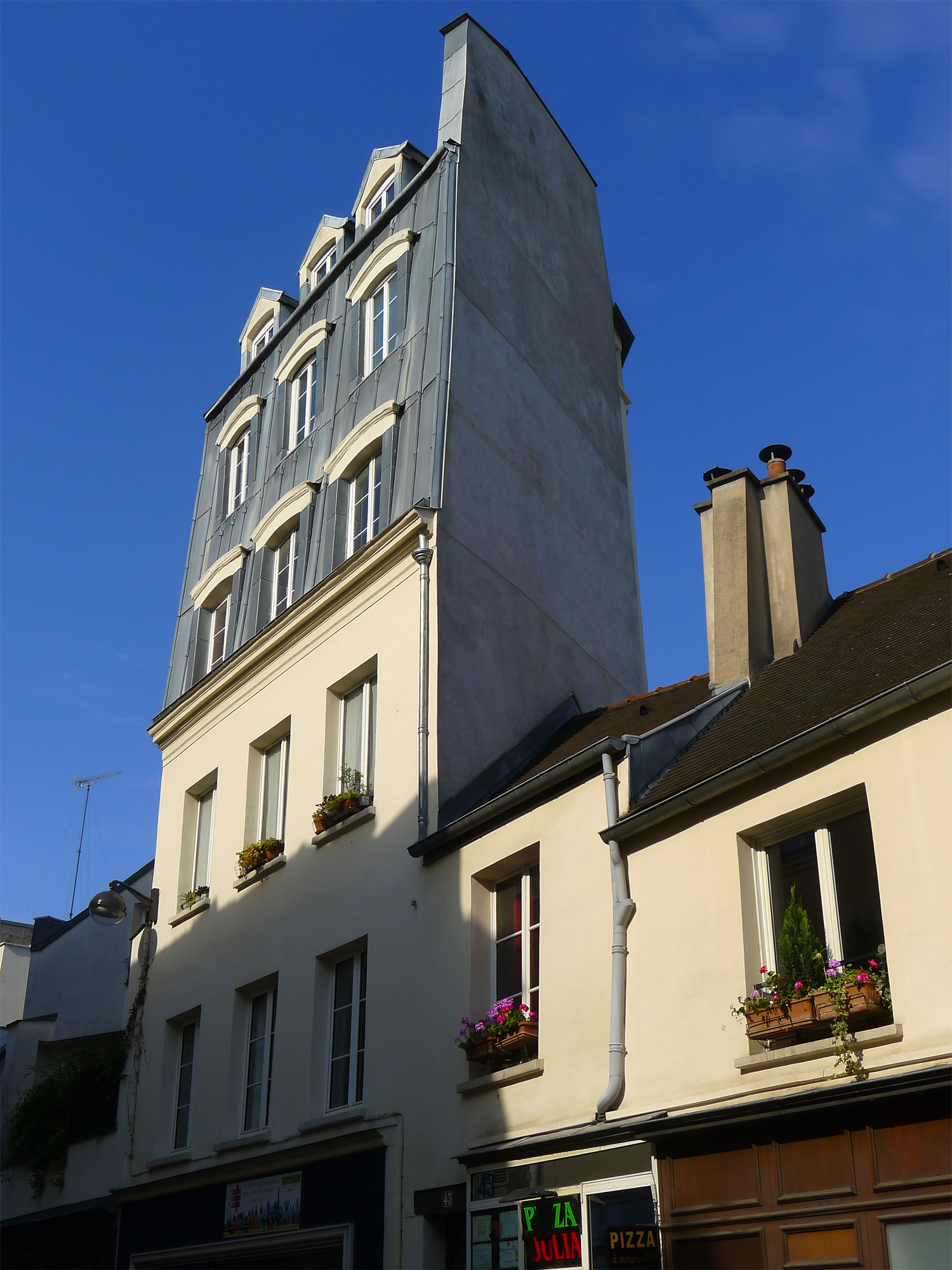
シャラントン通り43番地
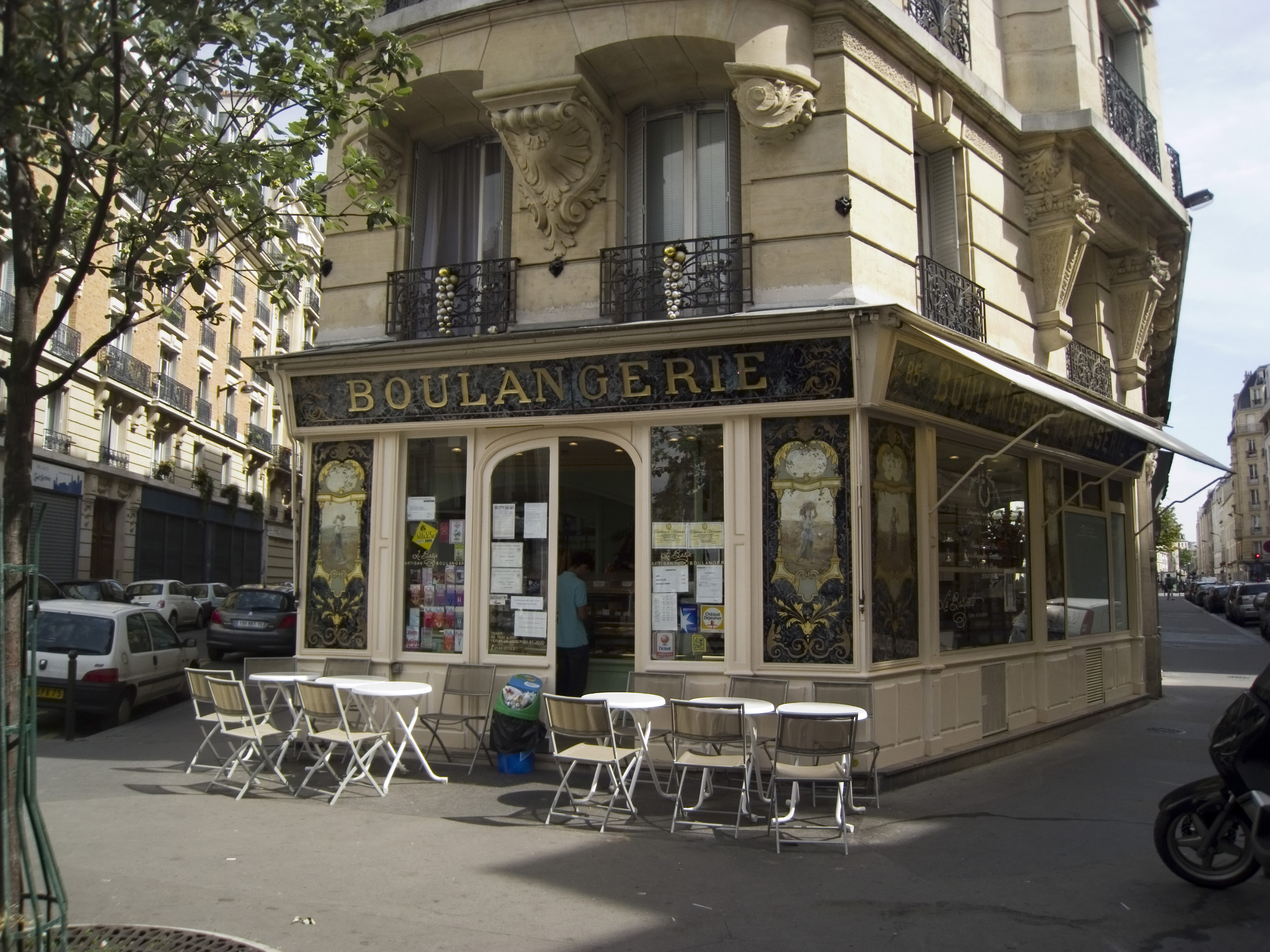
歴史的記念物 (Monument historique) のブーランジェリー。左を走るエミリオ＝カステラー通りの2番地とシャラントン通り85番地bisとの角から (Boulangerie, angle du 2 rue Émilio-Castelar et du 85bis rue de Charenton), 2010年8月
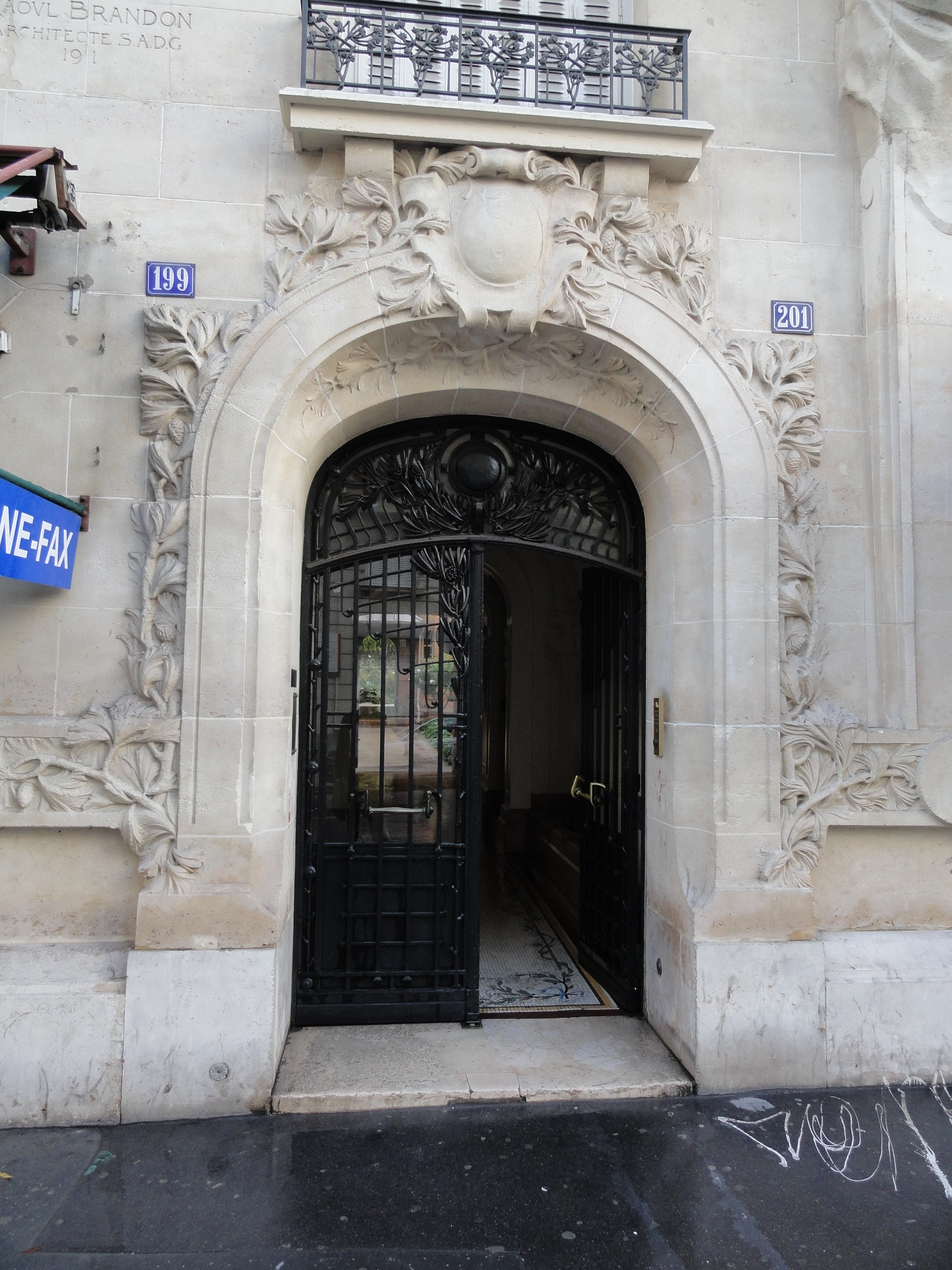
シャラントン通り199番地の居住建物出入口 (Porte d'entrée de l'immeuble.)
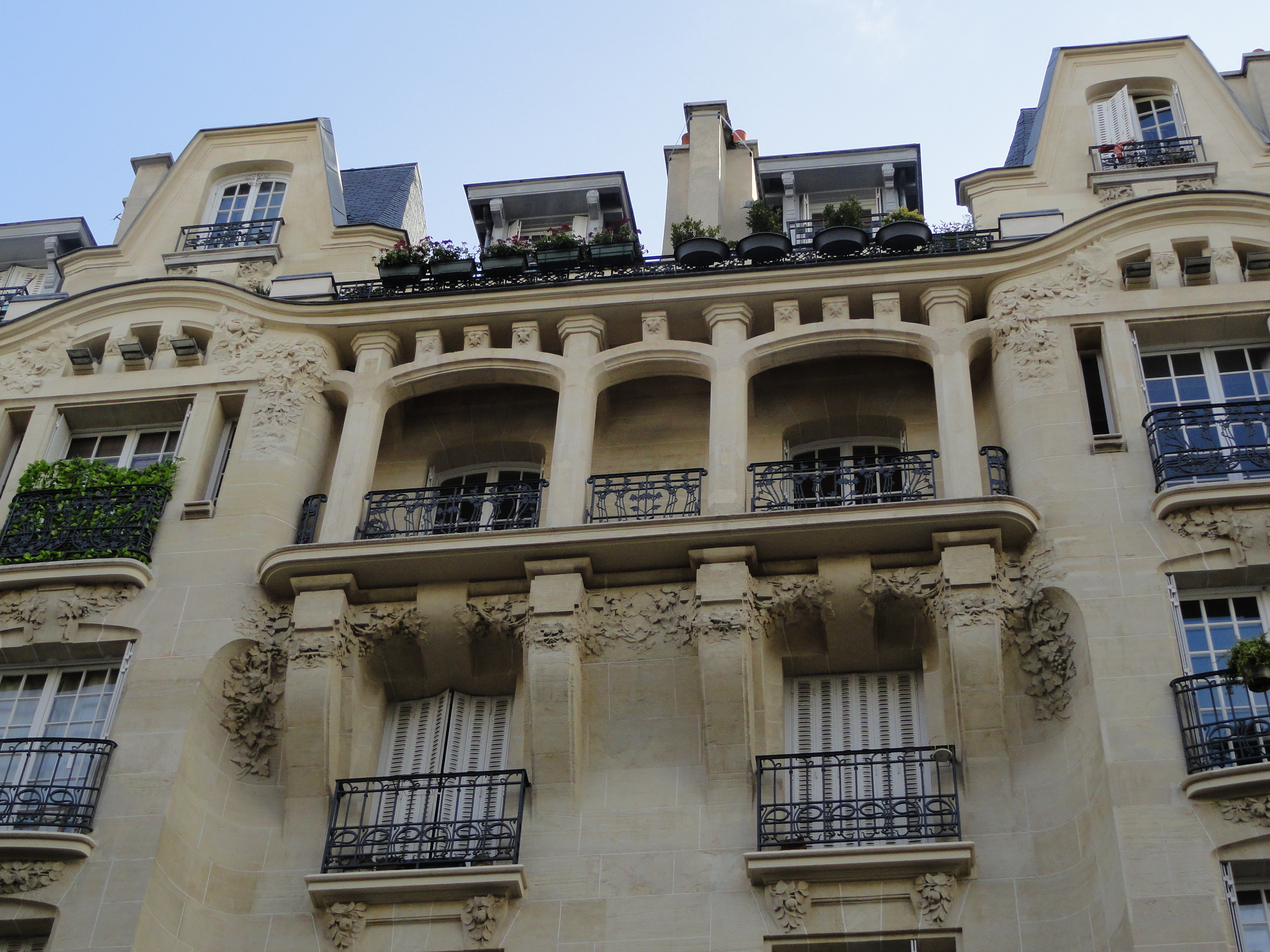
同199番地建物の5階部分 (日本の6階に相当, Loggia au cinquième étage.)
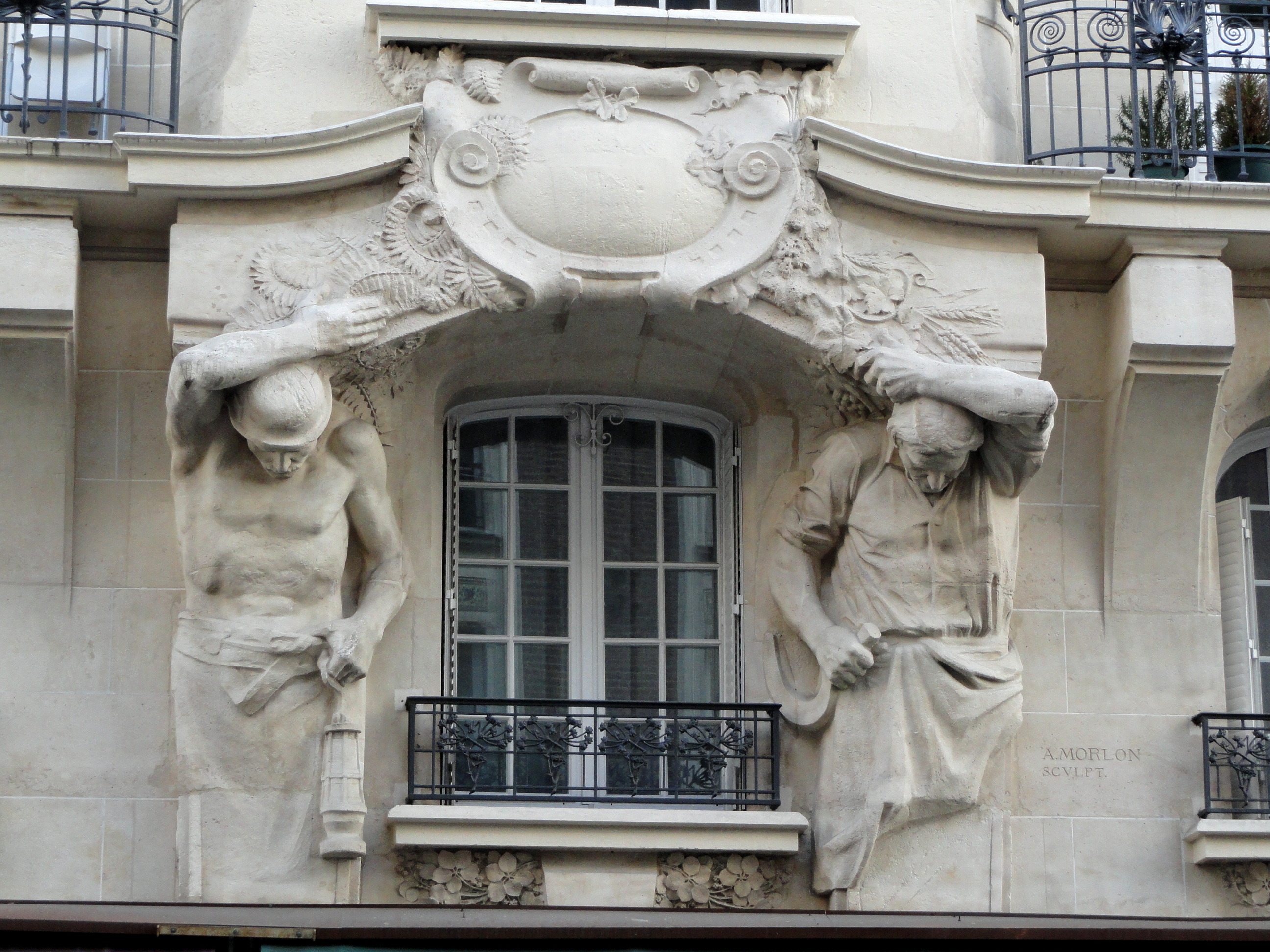
地上の楽園:坑夫と農夫 (Atlantes : mineur et paysan.) : 同199番地建物
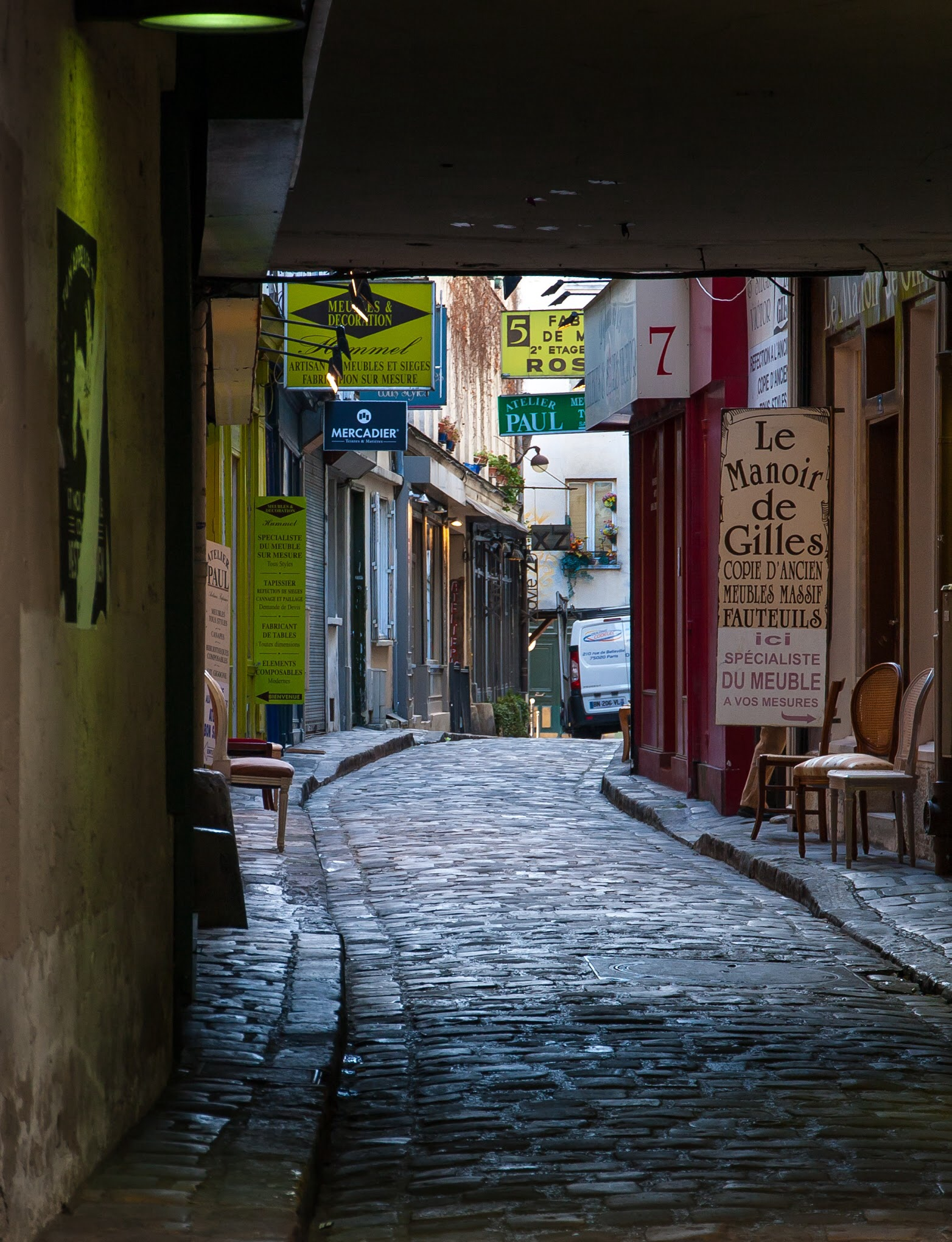
1842年に開通したパサージュ・デュ・シャンティエ (Passage du Chantier)。キャンズ＝ヴァン地区フォーブール＝サンタントワーヌ通りとシャラントン通りとの間を走る。
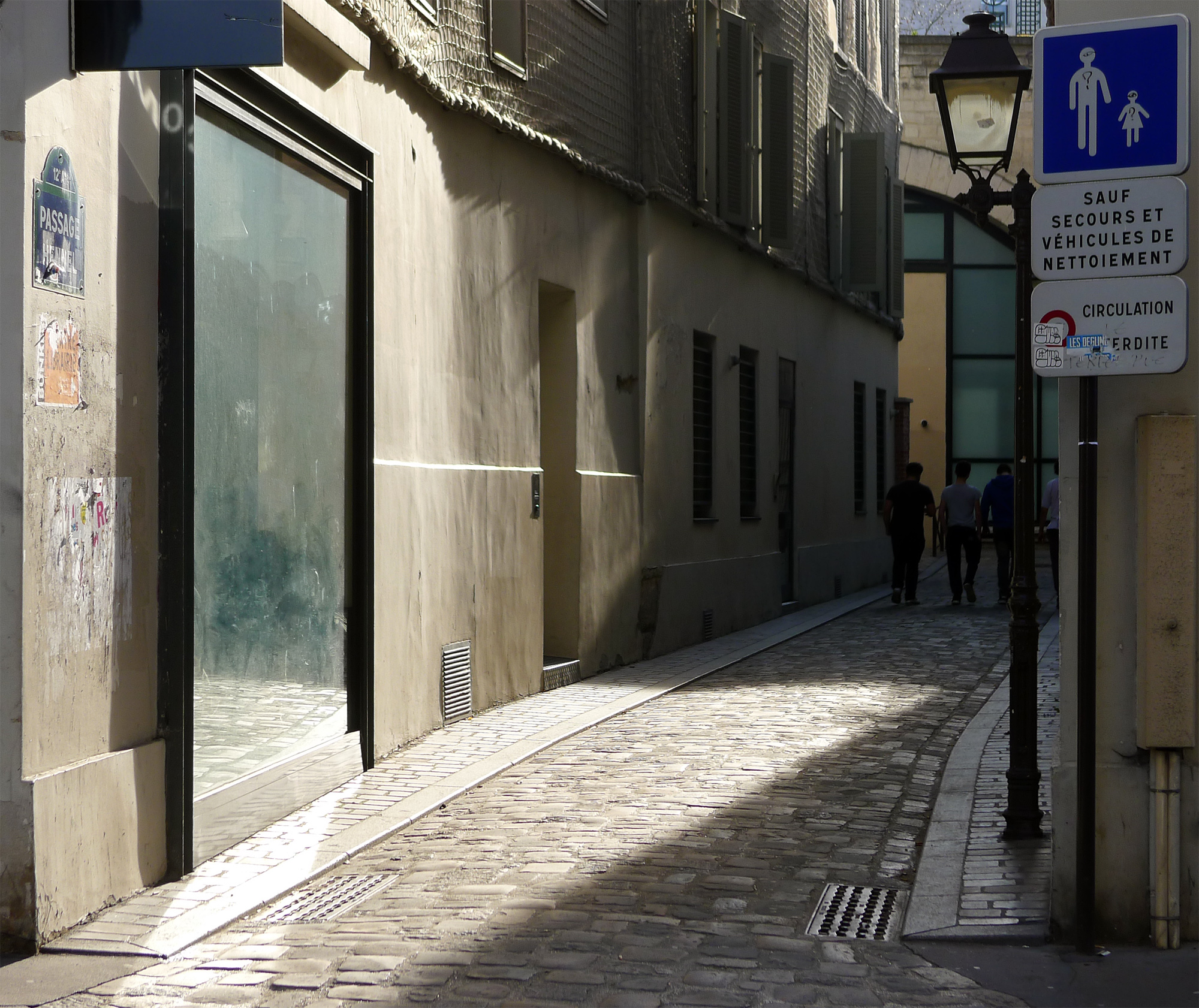
Passage Hennel vu depuis la rue de Charenton.

### 橋梁

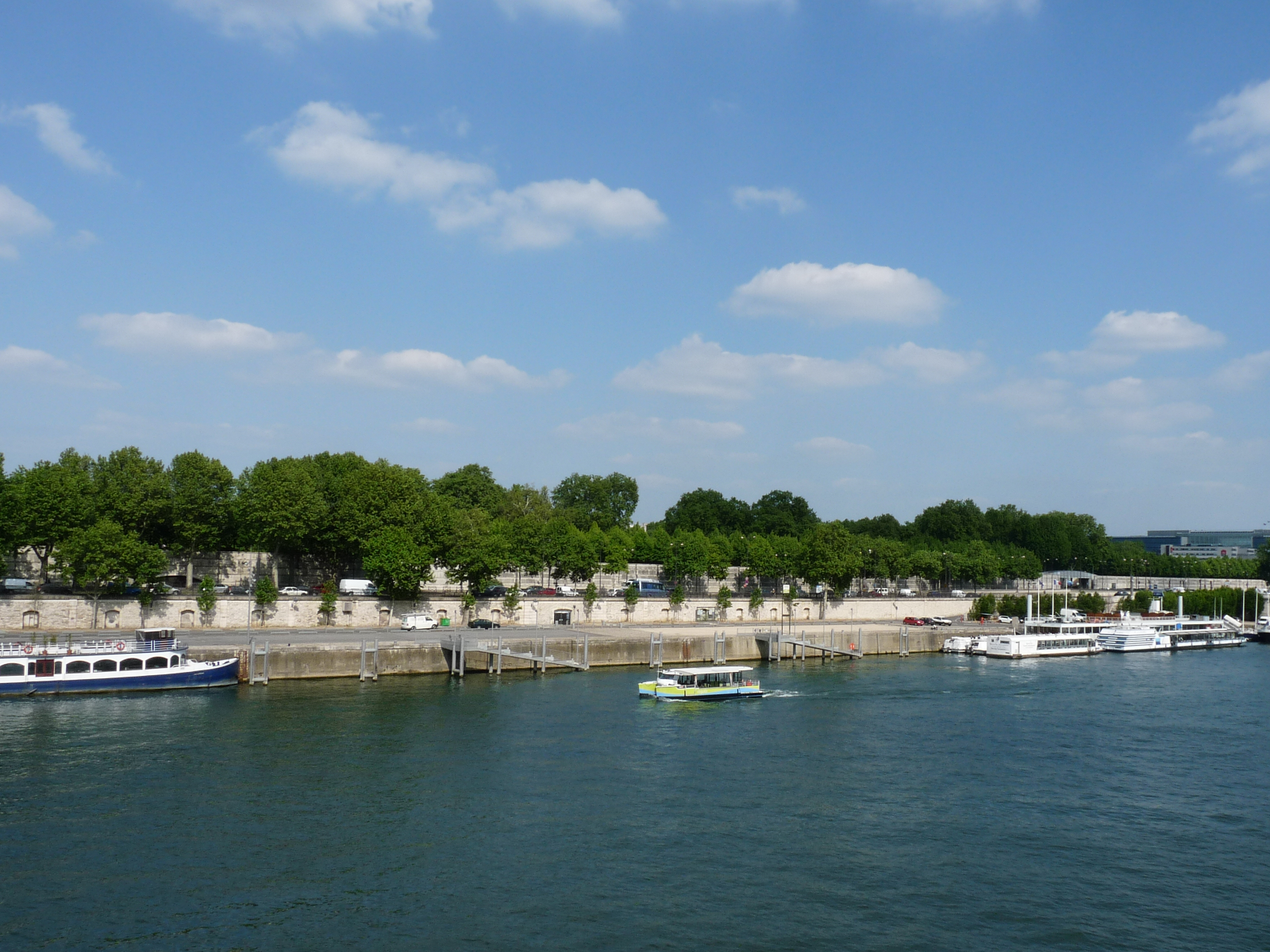
ベルシー河岸（ベルシー公園）、シモーヌ・ド・ボーヴォワール橋上13区側からの眺め

セーヌ川に架かる区内の橋は、次のとおりである（上流から順に列挙）。
- アモン橋（Pont Amont）
  - ペリフェリックの橋。セーヌ川に架かるパリ市内の橋では最も上流に位置する。
- ナシオナル橋 （Pont National）
- トルビアック橋（Pont de Tolbiac）
- シモーヌ・ド・ボーヴォワール橋（Passerelle Simone-de-Beauvoir）
  - セーヌ川右岸の12区ベルシー公園と同左岸の13区国立図書館新館 （フランソワ・ミッテラン館）付近とを結ぶ歩道橋。
- ベルシー橋 （Pont de Bercy）
  - メトロ6号線の鉄道橋を兼ねている。『パリの空の下』の歌詞に登場し、著名な橋である。
- シャルル・ド・ゴール橋 （Pont Charles-de-Gaulle）
- オステルリッツ高架橋 （Viaduc d'Austerlitz）
  - メトロ5号線の鉄道橋。
- オステルリッツ橋 （Pont d'Austerlitz）

### 広場・交差点

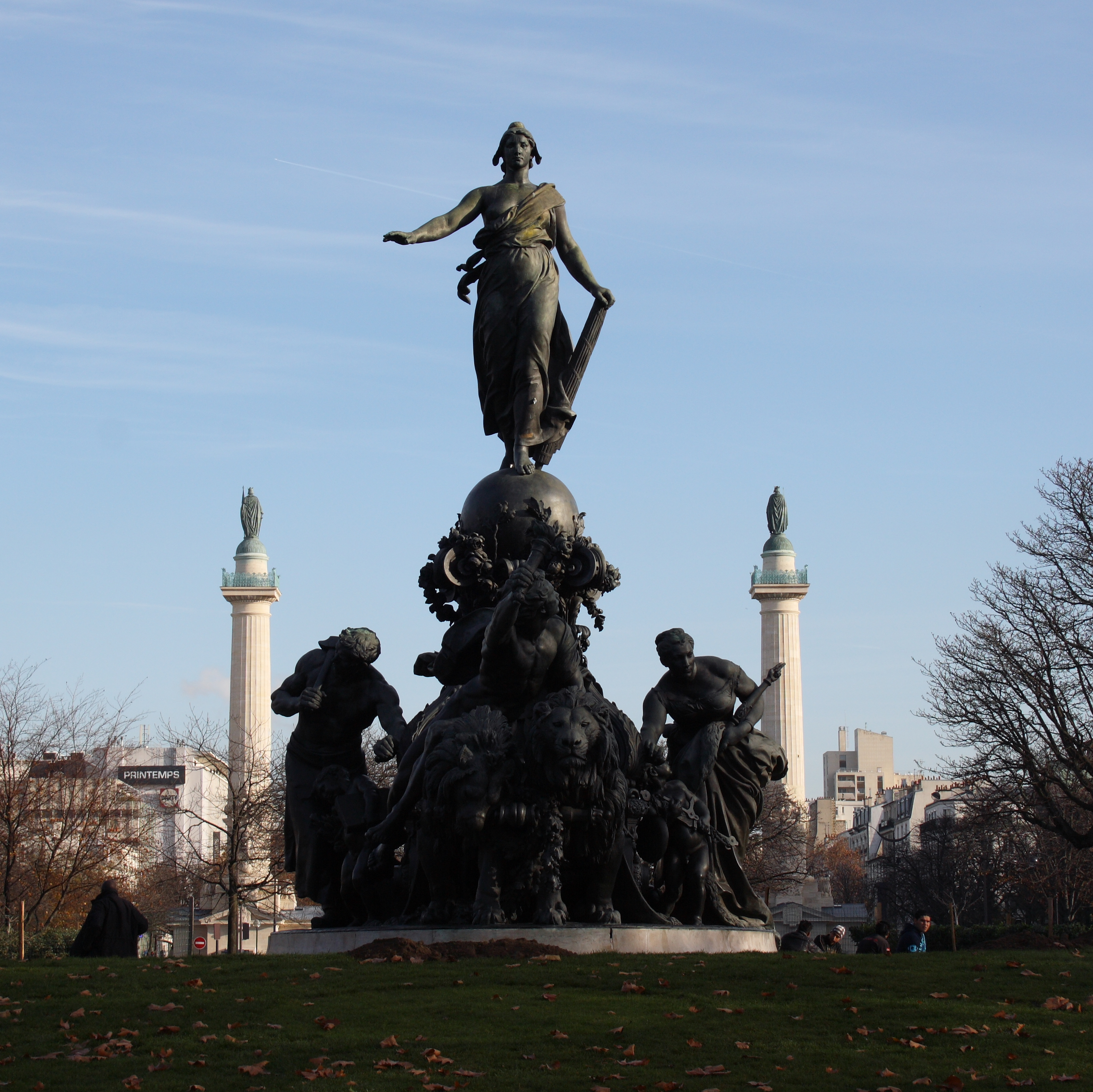
ナシオン広場 (Place de la Nation)
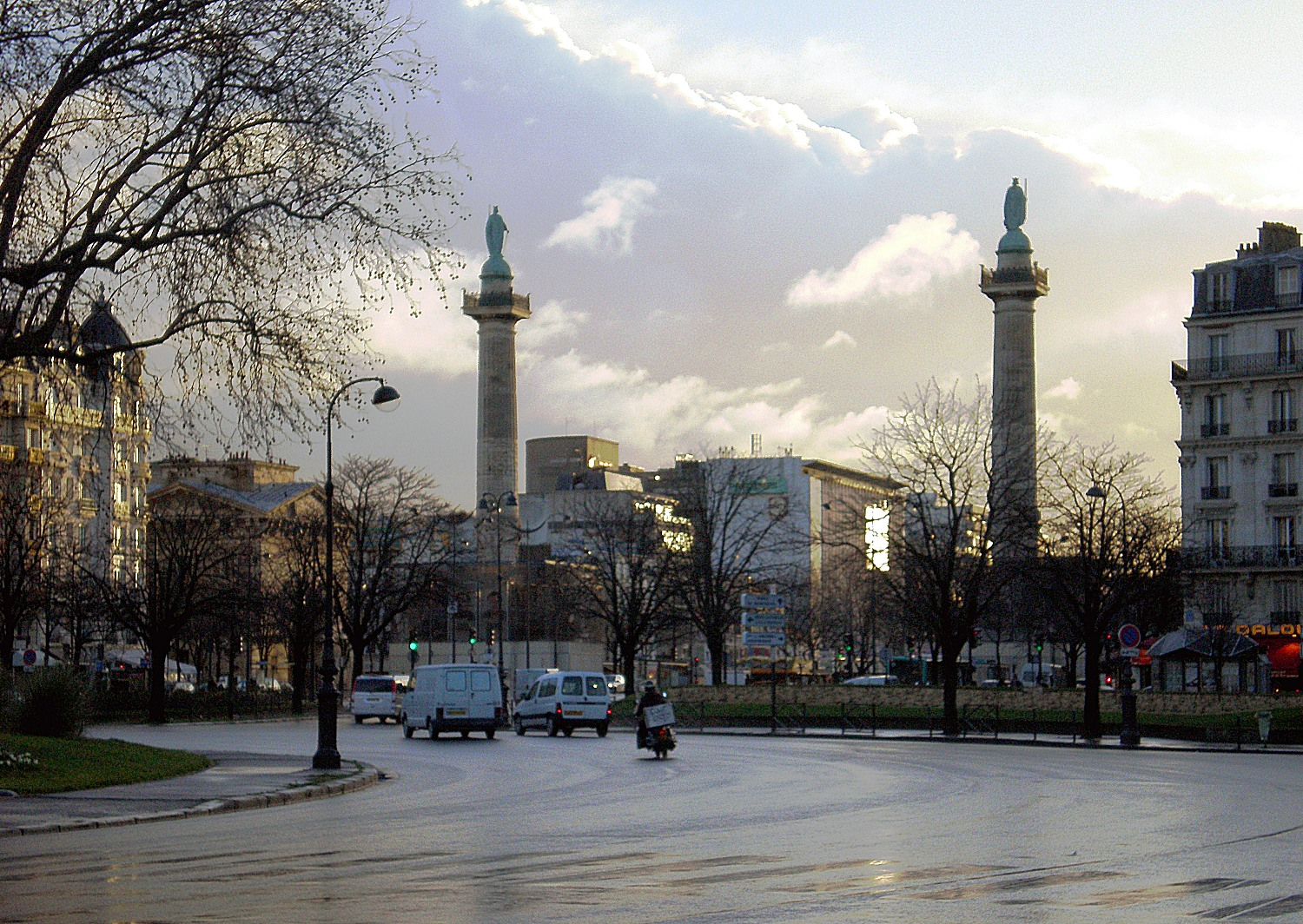
ナシオン広場からトロヌ大通り, それに引き続くクール・ド・ヴァンセンヌ方向を見る (Place de la Nation en direction de l'avenue du Trône et du cours de Vincennes.)
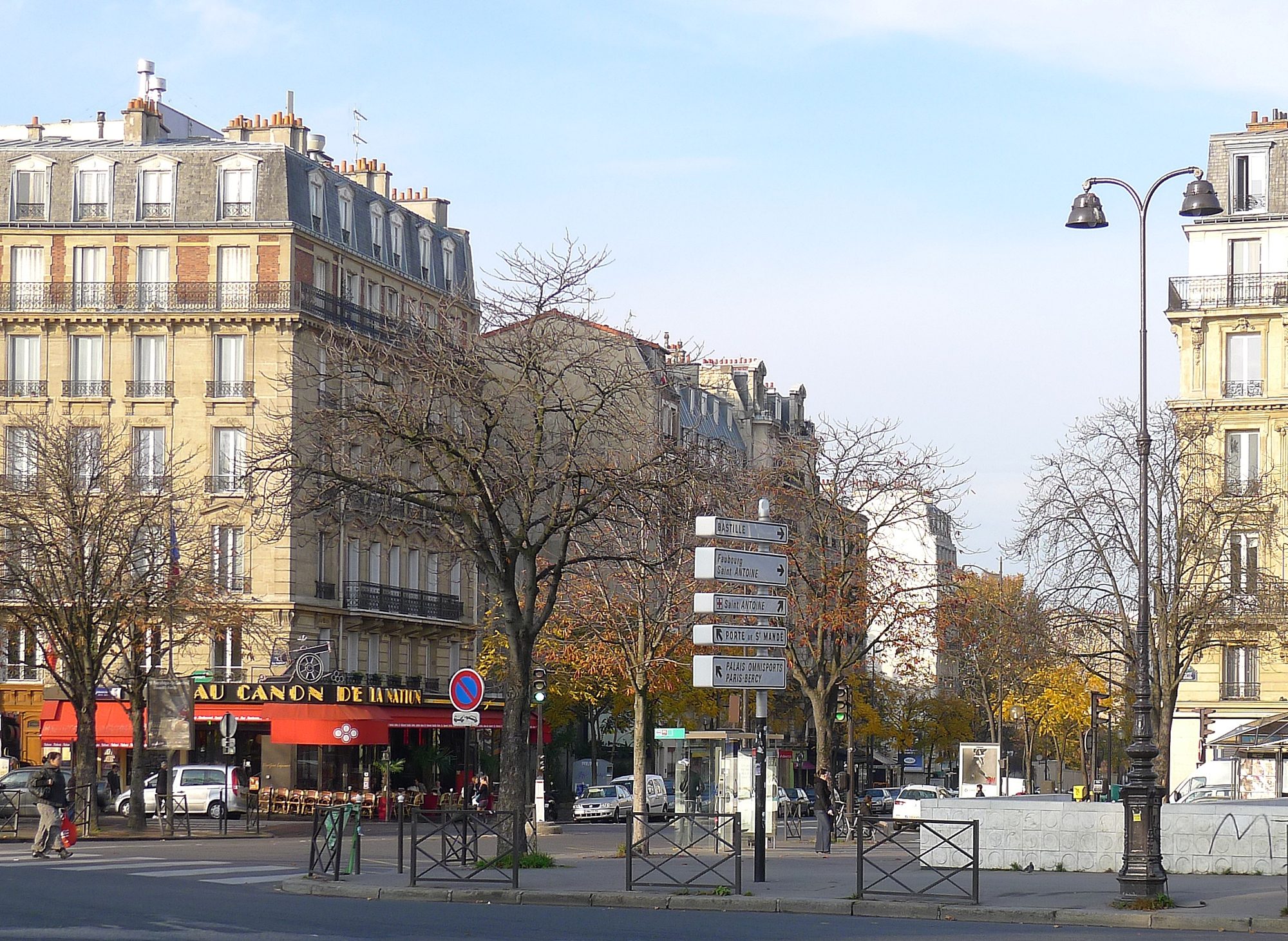
ナシオン広場界隈のフォブール＝サンタントワーヌ通り (Rue du Faubourg-Saint-Antoine au niveau de la place de la Nation - Paris XII)
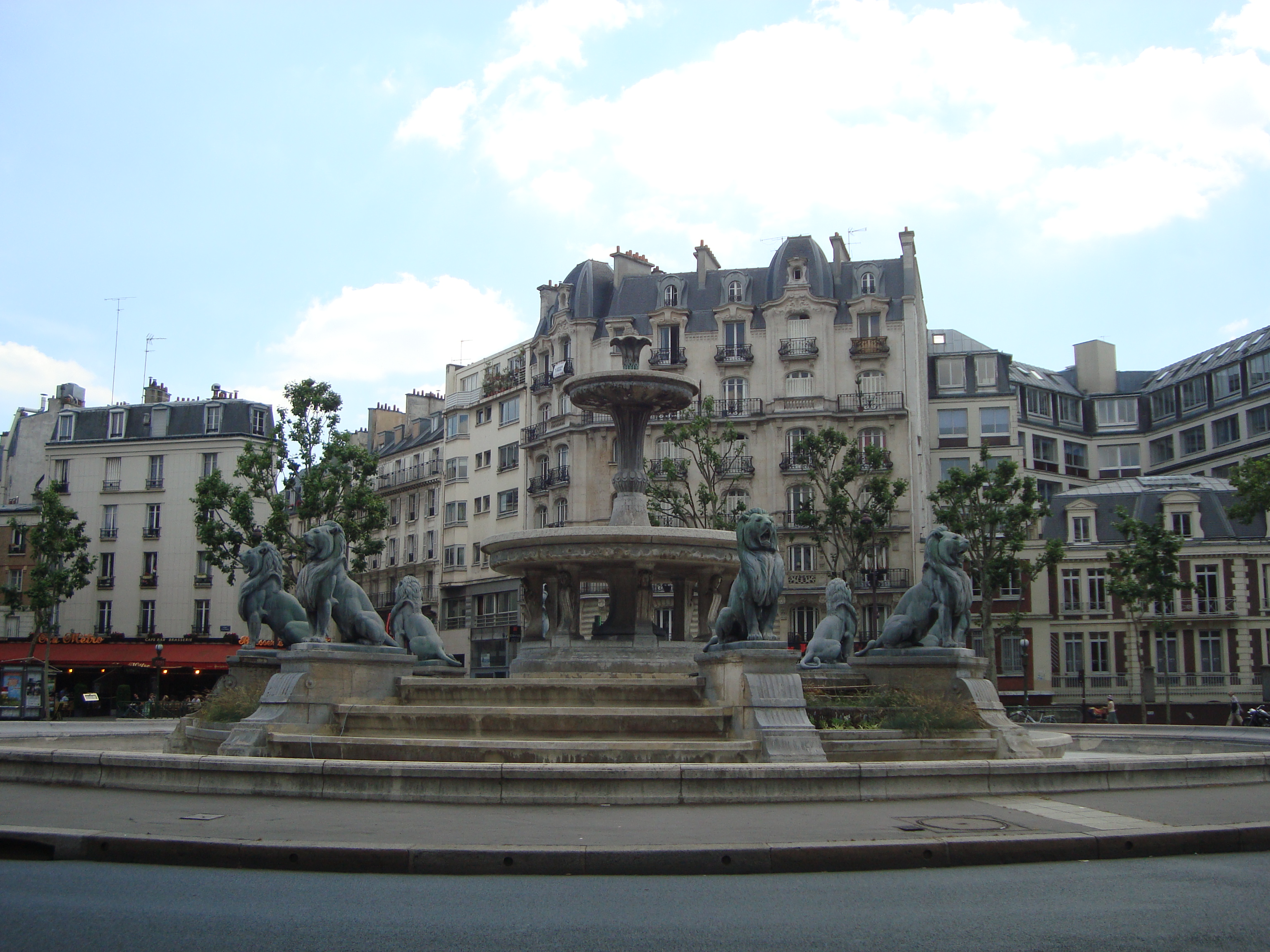
フェリックス＝エブエ広場 (Place Félix-Éboué)
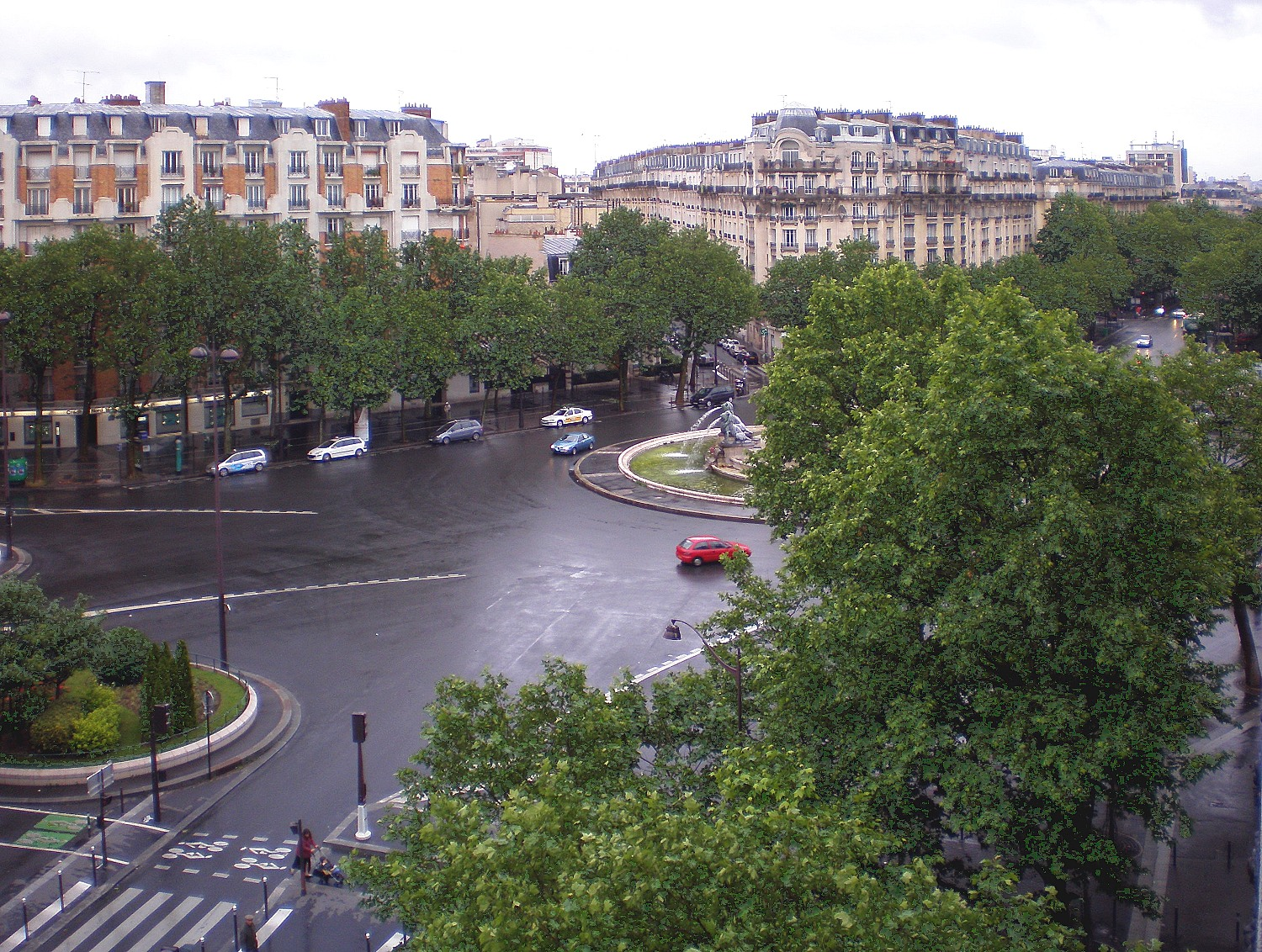
フェリックス＝エブエ広場

パリの「広場（プラス、Place）」は、しばしば2以上の道路が交差する場所に位置し、中心の「島」を道路が周回するロータリー状の交差点となっている場合が多い。中心の「島」部分は、オベリスクや緑地等に利用されている場合もあり、エトワール凱旋門があるシャルル・ド・ゴール広場は世界的に有名である。12区の広場や交差点には、次のようなものがある。
- ナシオン広場（Place de la Nation）
  - 20区境界とも至近の11区、12区の境界に位置している。「パリの東の玄関口」として、18世紀前半まで凱旋門があった。下記「バスティーユの象」が同広場に移設される予定だったが撤回された。のち第二帝政期に凱旋門が再建されたが取り壊され、現在は2つの塔と「共和国の凱旋像」が建つ。
- バスティーユ広場（Place de la Bastille）
  - フランス革命勃発の舞台となったバスティーユ牢獄があった場所である。また、かつて置かれた「バスティーユの象」に代わり広場の中央には「7月革命記念柱」がある。4区、11区、12区の境界に位置している。
- フェリックス＝エブエ広場（Place Félix-Éboué）
  - 広場中央の「水城の泉 (fr)」は、当初1869年にレピュブリック広場に設けられたが、普仏戦争、パリ・コミューン、第三共和政成立の混乱のさなか、ラ・ヴィレット屠畜場（fr, 現在のライオンの泉広場 (fr)）に移され牛の飲料場に用いられ、1880年に同フェリックス＝エブエ広場（旧ドメニル広場）に移設された。
同広場には、区内を右斜め下に走るドメニル大通り等が接続する。同広場から西へルイイ大通り、ベルシー大通りと進むと、ベルシー駅、ベルシー公園北側をなぞりセーヌ川をベルシー橋で跨ぎ13区に入る。同13区内を東西に走るヴァンサン＝オリオール大通りに続き同区中心部イタリー広場に至る。同様に同フェリックス＝エブエ広場からテール通りを西へ進むと、ベルシー公園、セーヌ川をトルビアック橋で越え13区内中央を東西に走るトルビアック通り、さらに14区のアレジア通り等に続いてゆく。旧名称は"ドメニル広場"。

### 港湾
- アルスナル港(Port de l'Arsenal) – サン・マルタン運河にある港。

## 著名な出身者

### 芸能
- フランス・ギャル（歌手）
- ジュリエット・ビノシュ（女優）

## 著名な居住者

### 政治
- ジャック・ドロール（政治家、欧州委員会委員長） - エミル＝ジルベール通り (Rue Émile-Gilbert) 5番地に居住[7]
- マルティーヌ・オブリー（政治家、ジャック・ドロールの娘） - 同上。同地で育った[8]。
- 片山さつき（日本の政治家・官僚） - エナ（ENA）留学中、ドメニル大通り界隈に居住。近隣に池田満寿夫も居住滞在していたとのこと。

### 文化
- ポール・ヴェルレーヌ（詩人） - 1885-1887年の間、モロー通り (Rue Moreau) に居住
- ジョルジュ・ルオー（画家、フォービズム） - 1871年5月27日、パリ・コミューンへのヴェルサイユ軍による攻撃のさなか、19区ラ・ヴィレット通り (Rue de la Villette) 51番地生まれ。12区エミル＝ジルベール通り (Rue Émile-Gilbert) 2番地に晩年のアトリエがあった。
- ピエール・アンリ（現代音楽作曲家） - 1971-2017年にかけてトゥール通り (Rue de Toul) 32番地 に居住兼アトリエがあった[9]。

## ゆかりの人物

### 芸能
- ドミニク・ラファン（フランス語版）（女優） - 隣接サン・マンデに生まれ、1985年33歳で同12区内で死去。